# Geschichte der Astronomie

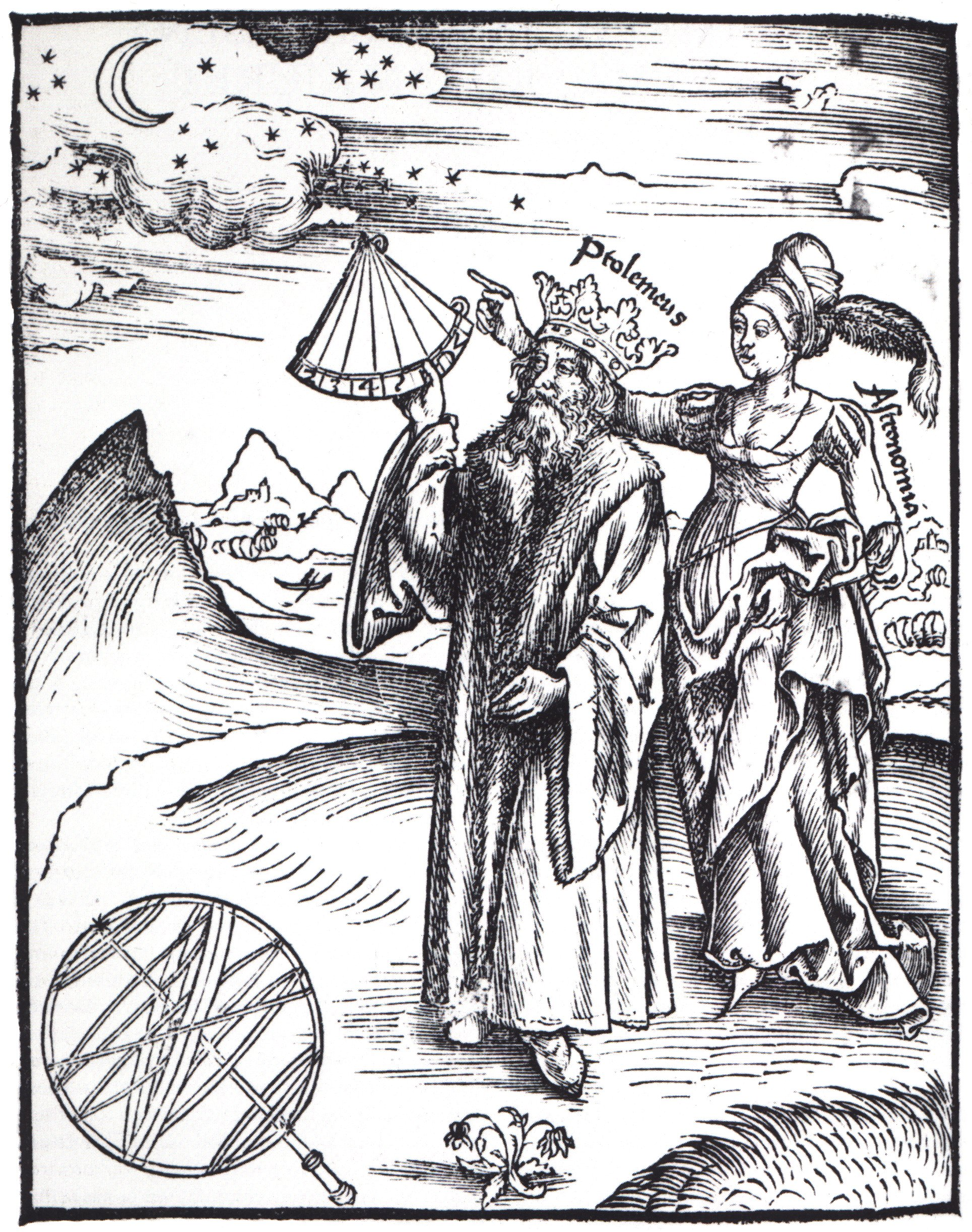
Der Astronom Claudius Ptolemäus mit der personifizierten Astronomia aus der Enzyklopädie Margarita Philosophica von Gregor Reisch, 1503

Die Geschichte der Astronomie umfasst die Entwicklung der wissenschaftlichen Beschäftigung mit Gestirnen von der Urgeschichte bis zur Gegenwart. Die Astronomie (Sternkunde) entstand schon in der Steinzeit aus der Einheit von Sonnen- und Gestirnsbeobachtung und kultischer Verehrung der Gestirne. Aus freiäugigen Beobachtungen des Sternenhimmels und seiner Zyklen entwickelte sich die klassisch-geometrische Astronomie, deren älteste Teilgebiete die Positionsastronomie und Ephemeridenrechnung sind. Die Erfindung des Fernrohrs (1609) und spezieller Messgeräte führte zur Weiterentwicklung der Himmelsmechanik und die moderne Astrophysik verdankt dem Einsatz von Radioteleskopen und Weltraumteleskopen starke Impulse.
Die Sternkunde bestimmt das Selbstbild des Menschen und seine Auffassung von seiner Stellung im Universum mit, heutzutage vor allem durch die Diskussionen über die Entstehung des Universums und die Suche nach bewohnbaren Exoplaneten und außerirdischem Leben.

## Vorbemerkungen

Heptagramm mit sieben astronomischen Symbolen, die für Himmelskörper und auch für Wochentage stehen –
von oben im Uhrzeigersinn:
Sonne (Sonntag), Venus (Freitag), Merkur (Mittwoch), Mond (Montag), Saturn (Samstag), Jupiter (Donnerstag), Mars (Dienstag)

Zu allen Zeiten konnten am Himmel in der Nacht die Fixsterne und das Bild der Milchstraße betrachtet werden. Vor diesem Hintergrund verändern einige helle Wandelgestirne allmählich ihre Stellung und fallen schon in der Dämmerung auf – der Merkur, die Venus, der Mars, der Jupiter und der Saturn. Zusammen mit dem Mond, der auch tagsüber mit seinen Mondphasen zu sehen sein kann, und der Sonne sind es sieben helle Himmelskörper, die am Himmel ihre Bahnen zu ziehen scheinen – alle entlang des Zodiaks im Bereich der scheinbaren Sonnenbahn (Ekliptik). Nach diesen sind noch heute die sieben Wochentage benannt. Zwar ist auch der Planet Uranus mit bloßem Auge am Nachthimmel sichtbar; er wird jedoch von mehr als tausend Sternen in der scheinbaren Helligkeit übertroffen und wurde daher erst Ende des 18. Jahrhunderts entdeckt.
Zu den mit freiem Auge erkennbaren besonderen Objekten am Himmel gehören Anhäufungen von Sternen wie die Sternhaufen der Plejaden oder der Hyaden, aber auch einige Erscheinungen nebelhafter Anmutung wie der Orion-Nebel und Galaxien wie die Andromedagalaxie oder die Magellanschen Wolken. Neben ständigen Objekten sind auch manche vorübergehend erscheinenden hellen Kometen und Meteore sowie Novae freiäugig zu beobachten.
Zur Orientierung am Nachthimmel können einzelne der farblich verschiedenen hellsten Sterne dienen und auch gedachte Verbindungen mehrerer Sterne zu einem Sternenzug oder zu Figuren in mehr oder weniger ausgedehnten Asterismen oder Sternbildern. Damit gewinnt der Himmelsanblick eine gebildete und wiedererkennbare Struktur, mit der Beobachtungen leichter erinnerbar und besser mitteilbar sind. So konnten die verschiedenen Konstellationen und Konjunktionen zwischen den Himmelskörpern nicht nur beobachtet, sondern auch verglichen werden.
Die am Himmel in scheinbar immer gleicher Anordnung fest stehenden Sterne, die Fixsterne am Firmament, verändern im Laufe einer Nacht insgesamt ihre Stellung über dem Horizont. Sie scheinen sich infolge der Erdrotation in ungefähr 24 Stunden einmal um einen Himmelspol zu drehen. Auf der Nordhalbkugel der Erde dreht sich so der Nordhimmel heute scheinbar um den Polarstern (Polaris), entgegen dem Uhrzeigersinn; auf der Südhalbkugel der Südhimmel um den südlichen Himmelspol (nahe Polaris Australis), im Uhrzeigersinn. Je nach dem Standort der Beobachtung bleiben manche Sterne als zirkumpolare dabei immer über dem Horizont, andere sind nur zwischen ihrem Aufgang (im Osten) und ihrem Untergang (im Westen) über dem Horizont sichtbar oder aber gar nicht zu sehen.
Wegen der fehlenden Lichtverschmutzung war es bei guter atmosphärischer Sicht bis ins 19. Jahrhundert überall auf der Erde möglich, mit bloßem Auge Himmelsbeobachtungen von Objekten bis zur sechsten Größenklasse zu machen. Beobachtungen von weniger hellen Himmelsobjekten können von der Erdoberfläche aus heute nur noch von Lichtschutzgebieten aus oder mit optischen Geräten gemacht werden.
Wegen des Zyklus der Präzession der Erdachse muss bei historischen Betrachtungen berücksichtigt werden, dass der auch Widderpunkt genannte Frühlingspunkt der Sonne entlang der Ekliptik innerhalb von zirka 28.000 Jahren einmal durch den gesamten Tierkreis wandert. Da die entsprechenden Festlegungen in der Antike vorgenommen wurden, liegt der Frühlingspunkt heute im Sternbild Fische, und es gibt zwischen den astrologischen Tierkreiszeichen und den gleichnamigen Sternbildern einen Versatz.

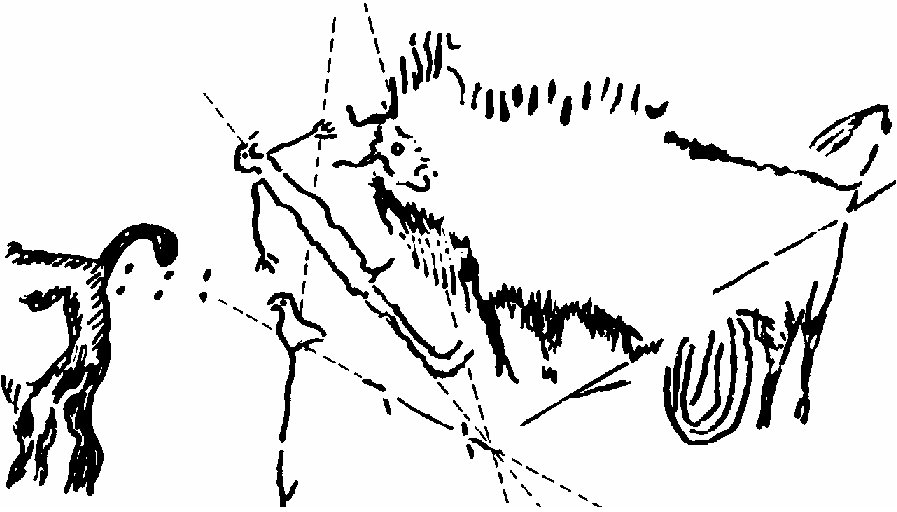
Astronomische Deutung einer paläolithischen Malerei in der Höhle von Lascaux als Großes Sommerdreieck

## Vorgeschichtliche Himmelsbeobachtungen

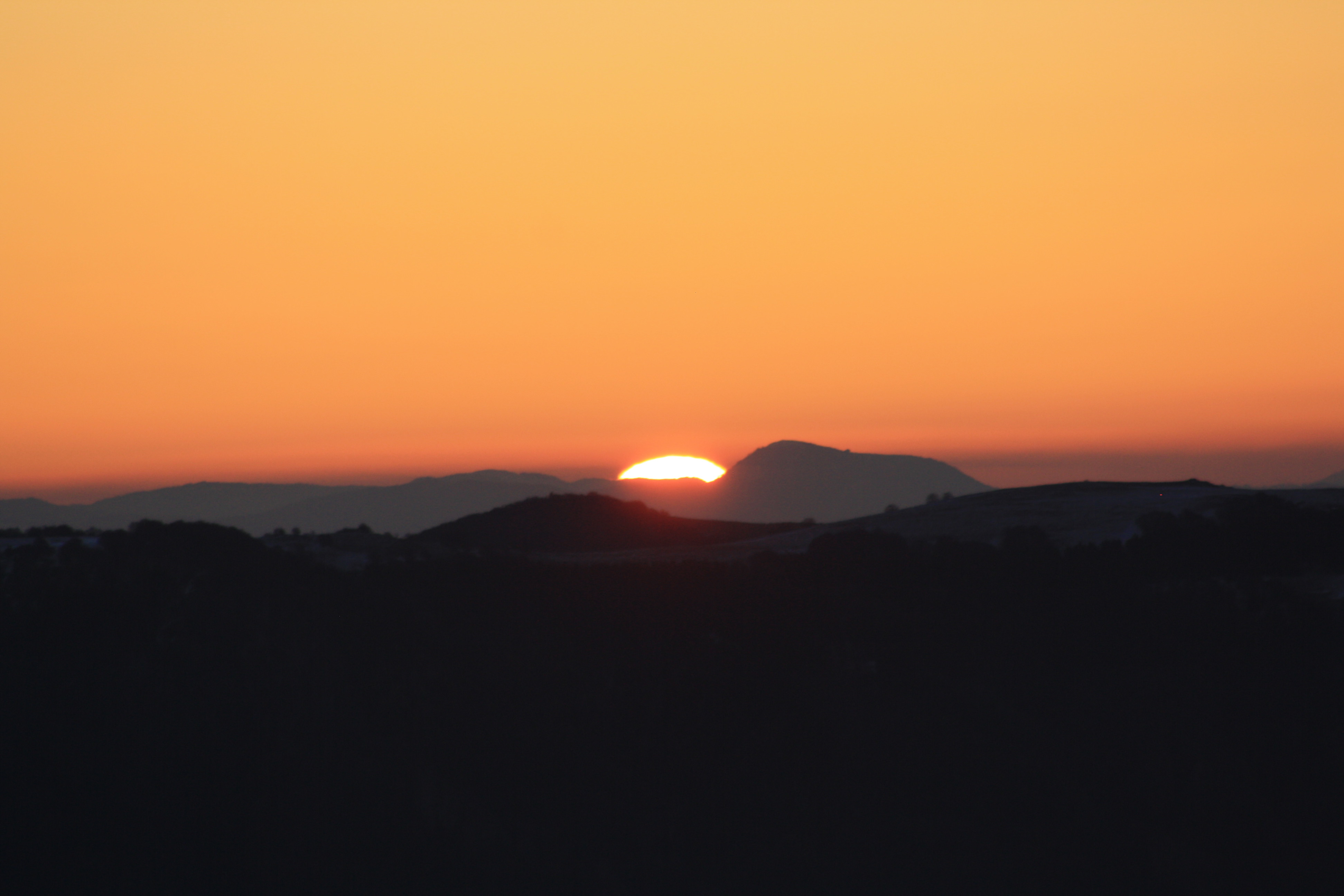
Zur Tagundnachtgleiche geht die Sonne vom Elsässer Belchen gesehen hinter dem Belchen im Schwarzwald auf

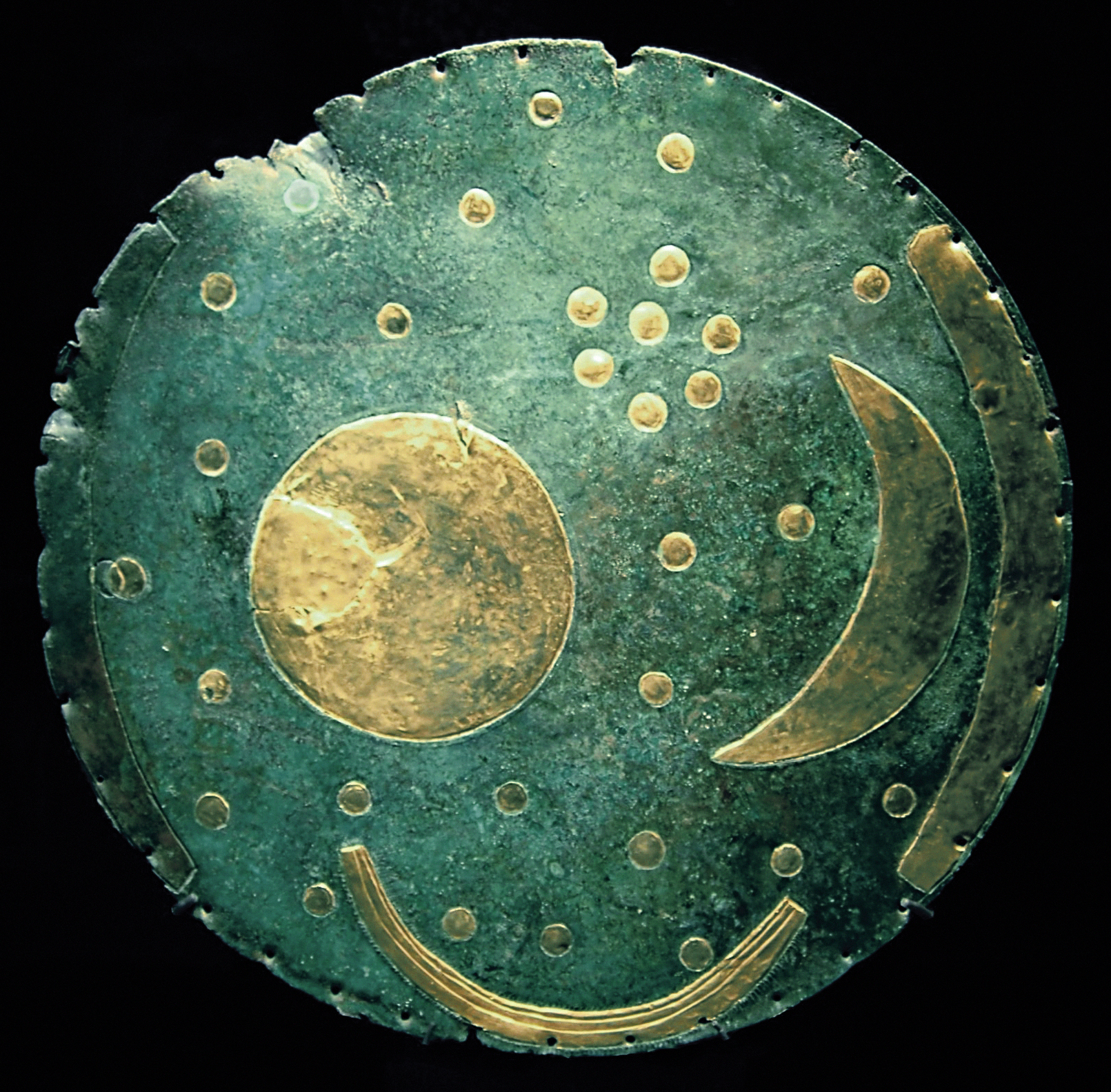
Himmelsscheibe von Nebra

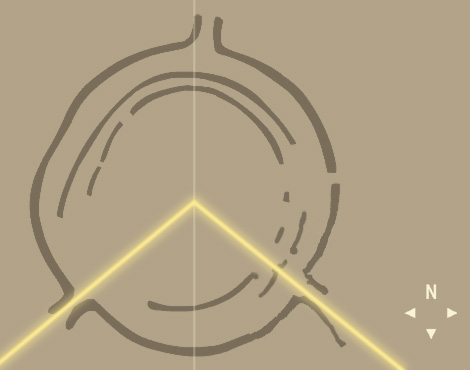
Schema der neolithischen Kreisgrabenanlage von Goseck – Richtungen von Aufgang und Untergang der Sonne zur Wintersonnenwende durch gelbe Linien dargestellt, die weiße markiert den Meridian

Für vorgeschichtliche Himmelsbeobachtungen liegen nur vereinzelt Indizien vor, darunter altsteinzeitliche, rund 20.000 Jahre alte Wandmalereien in der Höhle von Lascaux, in denen vielleicht die Plejaden, der Tierkreis und der Sommerhimmel dargestellt sind. Ebenfalls im Tal der Vézère in Südwestfrankreich wurde unter einem Felsdach, dem Abri Blanchard, ein rund 30.000 Jahre alter Adlerflügelknochen mit gereihten Punktmarkierungen gefunden, deren Anzahl und Anordnung möglicherweise mit den Mondphasen zusammenhängen. Beide Funde stammen aus dem Jungpaläolithikum. Der Mangel an aussagekräftigem archäologischem Fundmaterial beweist allerdings nicht, dass für die Menschen im Paläolithikum die Himmelsbeobachtung keine Rolle spielte. Die Beobachtung astronomischer Erscheinungen und Versuche ihrer Deutung sind jedenfalls bei heutigen Jäger-und-Sammler-Kulturen, etwa den Aborigines, bezeugt.
Für die Jungsteinzeit (Neolithikum) ändert sich die Quellenlage merklich. Denn für landwirtschaftlich produzierende Kulturen sind Planungen der Aussaat und der Ernte von entscheidender Bedeutung, ebenso eine über das Jahr hinreichende Bevorratung. Mit der gewachsenen Abhängigkeit von jahreszeitlich auftretenden veränderlichen Bedingungen wächst das Interesse für eine mögliche Vorausschau. Daher gewinnen die sich zyklisch wiederholenden Veränderungen der scheinbaren Bewegung von Sonne und Mond am Himmel – im Laufe eines Tages, eines Monats, eines Jahres – besondere Aufmerksamkeit. Auch deren veränderte Stellung am Sternenhimmel in der Dämmerung und der Nacht wird dabei bemerkt, ihre Bahn am Himmel, und die einiger anderer Gestirne. Die Anfänge einer Kalenderrechnung setzen gute Kenntnisse über Sonnenbahn und Mondphasenzyklus voraus. Hiermit wird es möglich, einige Himmelsphänomene vorherzusagen und den Ablauf jahreszeitlich bedingter Tätigkeiten nach deren Terminen auszurichten und gemeinschaftlich zu verabreden.
Riten, Kulte und religiöse Deutungen der möglichen Ursache der beobachteten Himmelsphänomene und ihrer Zyklen sind eng damit verbunden. Insofern ist es denkbar, dass der Übergang zum Ackerbau wesentlich zur Ausbildung verschiedener Astralkulte beigetragen hat. In ihren Anfängen ist die Astronomie mit der Astrologie verbunden, sowohl in westlichen wie asiatischen Kulturen.
Für einfache Beobachtungen zu kalendarischen Zwecken am gleichen Standort kommen seit jeher die Stellen von Sonnenaufgang und Sonnenuntergang am Horizont oder die Länge des Schattenwurfs von Erhebungen in Frage. Hierzu können auch geographische Bezüge von Bergen herangezogen werden, wie zum Beispiel zwischen den fünf Bergen mit dem Namen Belchen im Belchen-System. Zu den archäologischen Funden aus der späten Bronzezeit Mitteleuropas, die in einen Zusammenhang mit Kalendern gestellt werden können, zählen die in Süddeutschland und Frankreich gefundenen, um 3000 Jahre alten hohen Goldhüte. Diese aus einem Stück getriebenen, mehrreihig verzierten Kegel werden als Teil der sakralen Kopfbedeckung von Priestern eines Sonnenkults interpretiert.
Die Himmelsscheibe von Nebra gilt als womöglich älteste konkrete Darstellung des Himmels, da sie aus der frühen Bronzezeit stammen und rund 4000 Jahre alt sein soll. Insbesondere ihr als Goldapplikation ausgeführter Horizontbogen und Lochungen am Außenrand lassen vermuten, dass sie auch kalendarische Funktionen erfüllte. Die vor etwa 7000 Jahren errichtete Kreisgrabenanlage von Goseck gehört zu den ältesten von Menschenhand gebauten Sonnenobservatorien. Rund zwei Jahrtausende später entstand im südlichen England eine Anlage, deren Ausbau mit Megalith-Steinkreisen eine noch heute beeindruckende Kultstätte schuf, Stonehenge. Die geographische Ausrichtung des Bauwerks und die Richtung spezieller Visurlinien weisen astronomische Bezüge auf. Ähnliches lässt sich weltweit für Kultbauten aus vielen Epochen zeigen, wie auch zahlreiche Grablegungen nach Himmelsrichtungen ausgerichtet sind, etwa die der schnurkeramischen Kultur in der Kupfersteinzeit. Über die ursprünglich praktizierten Kulte ist oft nichts überliefert, naheliegend sind aber Bezüge zu Sonnenwenden und Äquinoktien.
Mit der Archäoastronomie gibt es seit den 1970er Jahren ein eigenes Fachgebiet, das sich mit der Erforschung dieser Bauten und Funde unter astronomischem Gesichtspunkt befasst.

## Astronomie in den frühen Hochkulturen

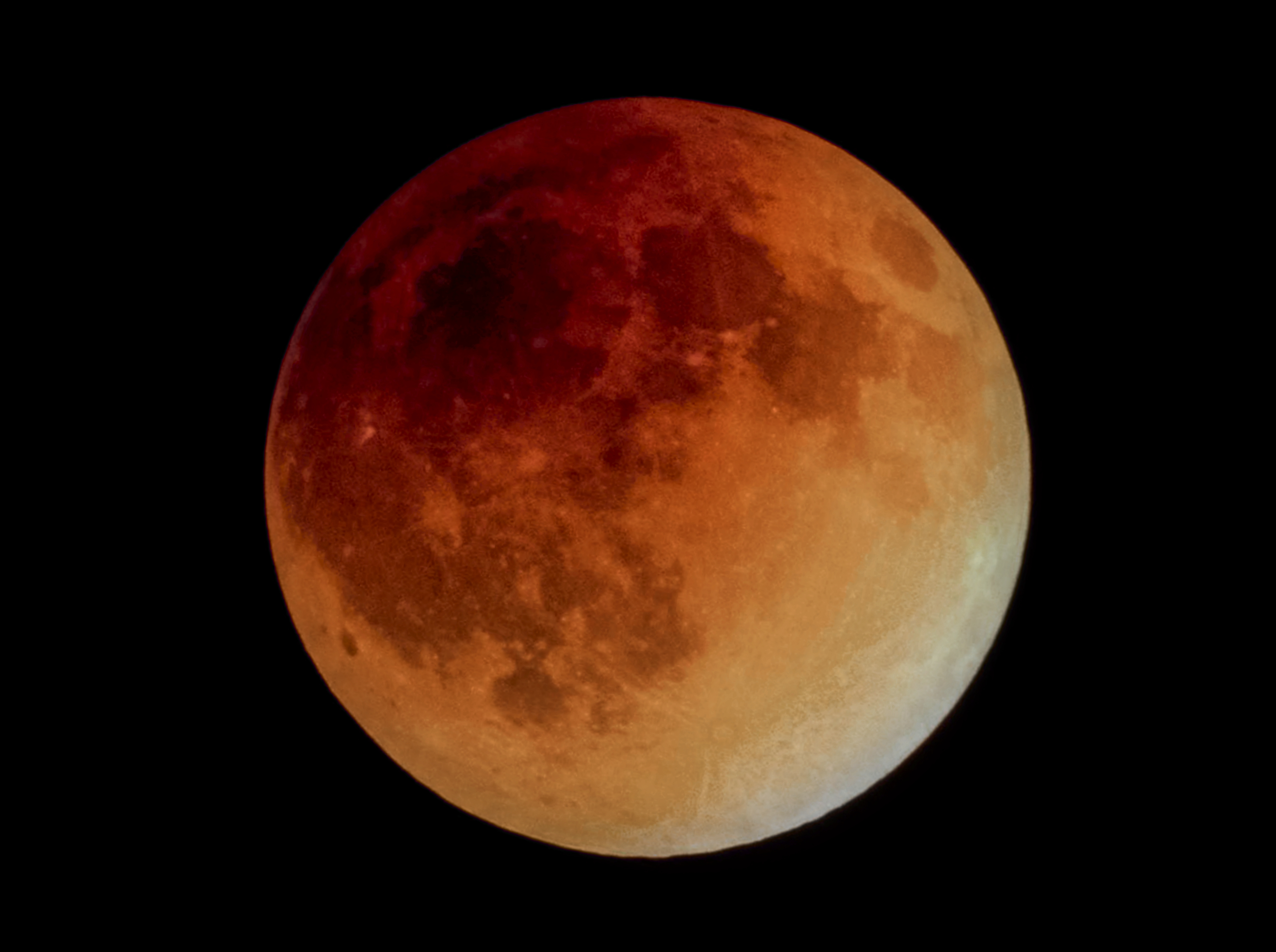
Verdunklung des Vollmonds bei einer totalen Mondfinsternis

Die erste Mondfinsternis, deren Beobachtung angeblich überliefert ist, ist diejenige vom 17. Januar 3380 v. Chr., die von den Maya in Mittelamerika aufgezeichnet worden sein soll. Diese Annahme ist allerdings umstritten, da die Forschung davon ausgeht, dass die Maya ihren Kalender frühestens nach 3373 v. Chr. einführten. Vereinzelte Theorien, dass sie damit bereits früher begonnen hätten, lassen sich bisher nicht beweisen.

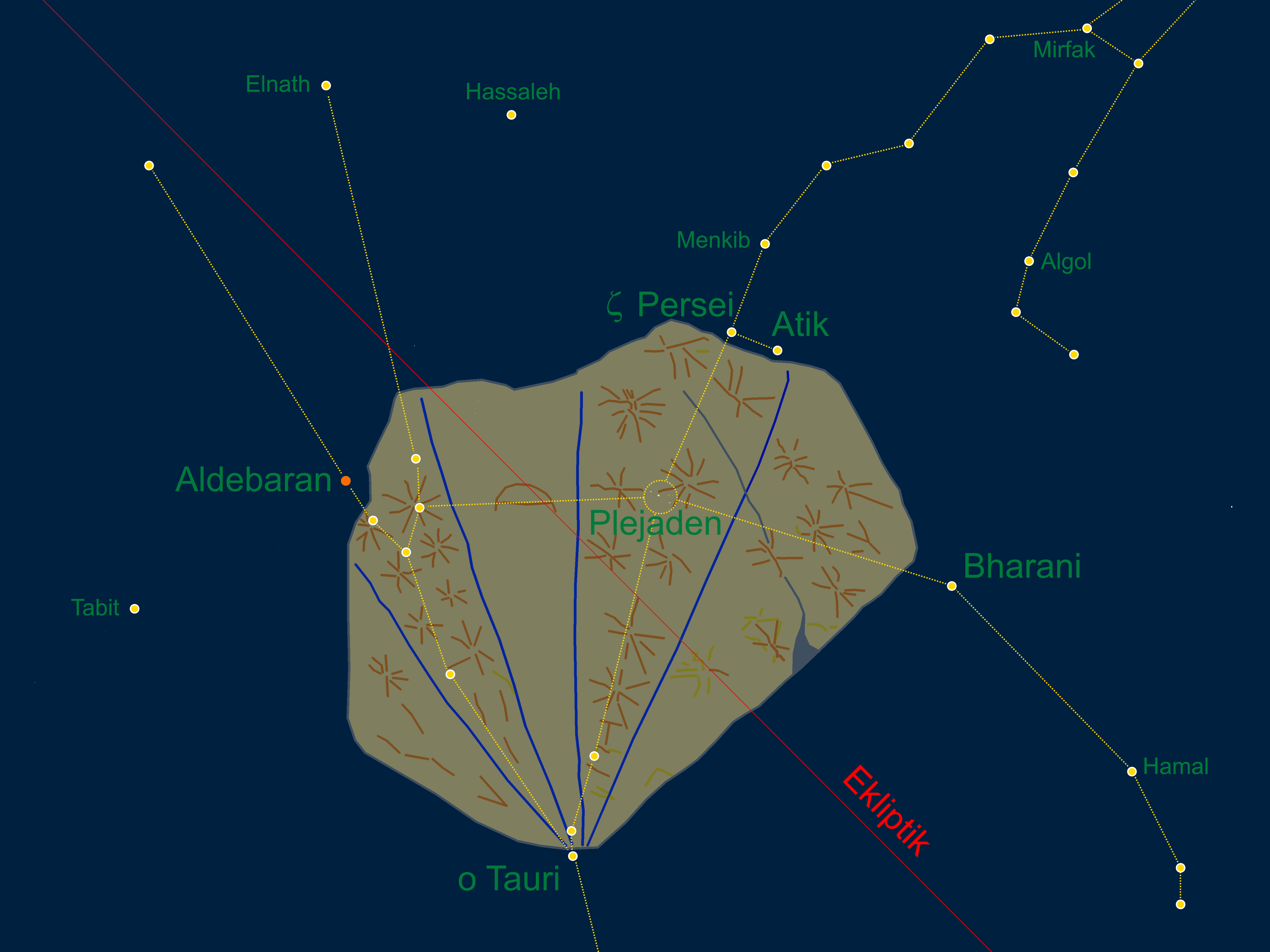
Die in den Sternenhimmel beim Goldenen Tor der Ekliptik (zwischen Aldebaran und den Plejaden) eingepasste Himmelstafel von Tal-Qadi mit den hellsten Sternen in der Umgebung

Die älteste bekannte Darstellung des Nachthimmels befindet sich auf einer Kalksteinplatte, die bei Ausgrabungen am Tempel von Tal-Qadi auf Malta gefunden und auf das 3. vorchristliche Jahrtausend datiert wurde.

Verdunklung der Sonne bei einer Sonnenfinsternis durch den Neumond

In China wurde die erste Sonnenfinsternis im Jahre 2137 v. Chr. aufgezeichnet.
Auch die Ägypter und Mesopotamier beobachteten den Himmel und beteten Astralgottheiten an. Auf den 6. Juni 763 v. Chr. fällt die erste sicher datierbare Beobachtung einer Sonnenfinsternis in Mesopotamien.

### Ägyptische und mesopotamische Astronomie
Die Himmelsschau war auch in den alten Hochkulturen Nordafrikas und des Nahen Ostens mit Mythologie und Religion verknüpft.

#### Ägypten
Im Gegensatz zu Nordeuropa, in dem man sich bei der Erforschung der vorgeschichtlichen Astronomie nur auf archäologische Kenntnisse stützen kann, existieren für Ägypten bis in das 3. Jahrtausend v. Chr. zurückreichende schriftliche Aufzeichnungen über Techniken und Bedeutung der altägyptischen Astronomie. Die damaligen astronomischen „Forschungen“ und Deutungen müssen auch im Rahmen des im damaligen Ägypten herrschenden Sonnenkultes verstanden werden und dienten wesentlich zur Berechnung des genauen Eintritts der alljährlichen Nilschwemme.
Die Ägypter nutzten für die Nachtzeit zwölf Sterne zur Zeitmessung, wobei die Länge des jeweils ersten und letzten Zeitabschnitts je nach Jahreszeit angepasst wurde. Der mythologische Hintergrund der Zwölf Nachtsterne („Sterne, die nie untergehen“) war der Glaube, dass die nächtliche Überfahrt der verstorbenen Könige mit dem Sonnengott Re unter dem Schutz der Zwölf Wächter des Nachthimmels stattfand. Sie begann mit der einsetzenden Dämmerung und endete mit dem Sonnenaufgang. Sternbilder spielten ebenfalls eine wichtige Rolle. Sie enthielten die Sterne verschiedener Götter. Die älteste Darstellung des Nachthimmels findet sich auf der Unterseite eines Sarges in Assiut, eine weitere in der Grabkammer des Senenmut (Thebener Grab TT353). Die Darstellung der Sternbilder, die dann üblich wurde – so auch im Grab des Königs Sethos I. um 1279 v. Chr. – stimmt nicht mit der heutigen Einteilung der Sternbilder überein.
Welche Messmethoden die ägyptischen Astronomen genau benutzten, ist nicht überliefert. Im ägyptischen Kalender spielte Sirius eine besondere Rolle, da sein heliakischer Aufgang ab etwa 2000 v. Chr. die Nilüberschwemmung ankündigte. Ursprünglich scheint Sirius aber mit dem Schönen Fest vom Wüstental in Verbindung zu stehen. Da das ägyptische Jahr damals 365 Tage lang war, änderte sich das Datum des heliakischen Aufgangs des Sirius mit der Zeit; er fiel nach Ablauf eines Zyklus von 1440 bis 1460 Jahren wieder auf dasselbe Datum des ägyptischen Kalenders. Die Geschichte der altägyptischen Religion zeigt, dass die Priester über ihr astronomisches Wissen wachten und noch um 221 v. Chr. eine Reform des Kalenders mit einer verbesserten Jahreslänge von 365,25 Tagen rückgängig machten. Dies mag damit zusammenhängen, dass die Priester für die Berechnung der religiösen Festtage, die sich bei einem 365-Tage-Kalender langsam verschoben, zuständig waren; diese Aufgabe wäre ihnen bei einem korrigierten Kalender mit 365,25 Tagen abhandengekommen. Bemerkenswert ist auch eine Ansicht, die Tycho 2000 Jahre später vertrat: dass Venus und Merkur um die Sonne kreisen, diese aber um die Erde.

#### Mesopotamien

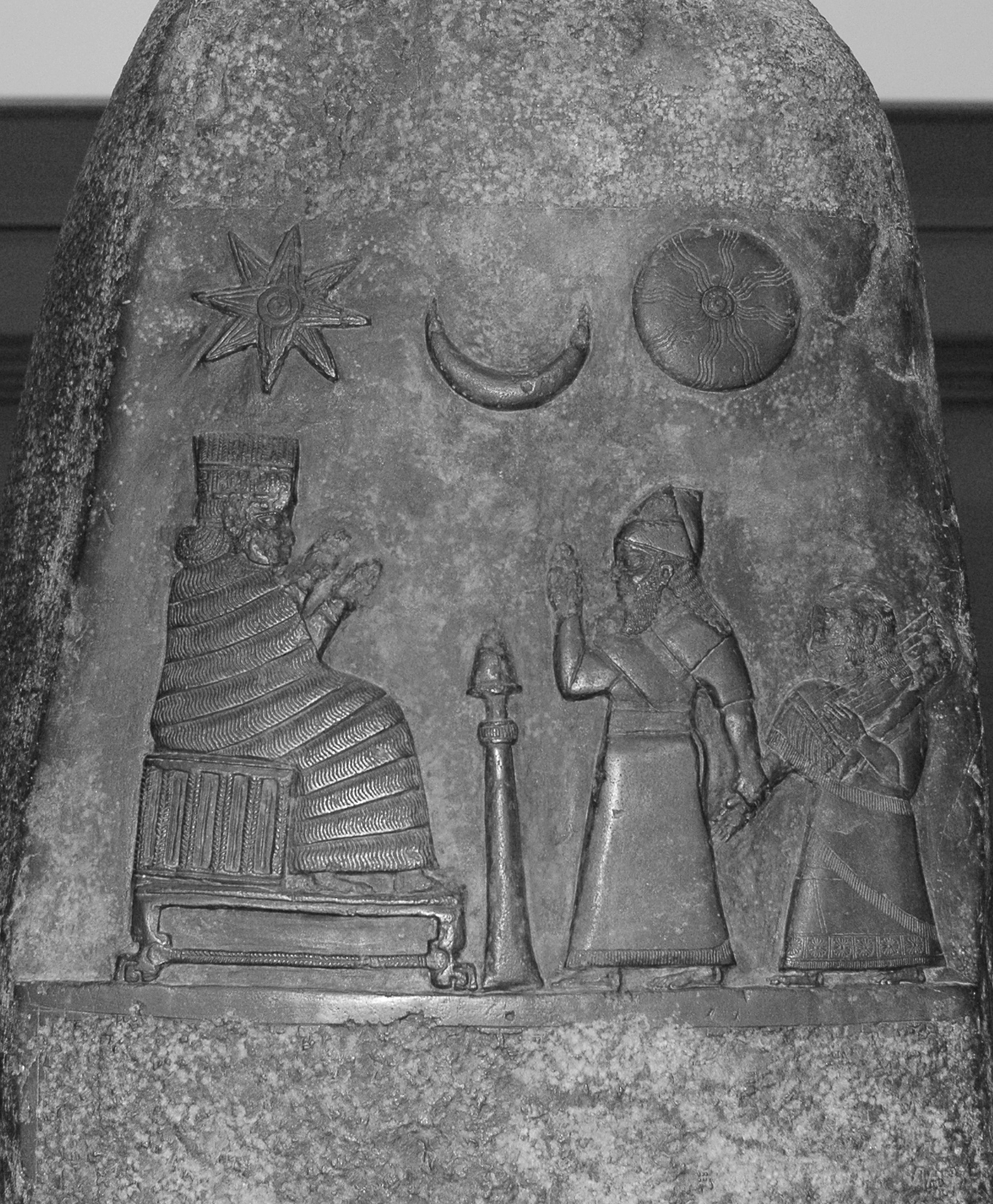
3200 Jahre alte Stele aus Babylonien – Die Szene zeigt thronend die Gottheit Nanaja, vor die König Meli-Šipak seine Tochter führt; Sonne, Mond und Stern sind die Symbole der Gottheiten Šamaš, Sin und Ištar.

Vor über 6000 Jahren wurde in der damals südlichsten mesopotamischen Stadt Eridu ein neuer Stern entdeckt, der durch die Präzession der Erdachse sichtbar wurde. Der heute Canopus genannte Stern wurde auf Sumerisch deswegen MUL.NUNKI genannt, was übersetzt „Stern Stadt Eridu“ bedeutet. In den weiter nördlich gelegenen Orten wurde der Stern erst Jahrzehnte beziehungsweise Jahrhunderte später sichtbar. Die sumerischen Bezeichnungen vieler Sterne wurden auch deutlich später noch auf akkadischen Tontafeln verwendet. Beim Babylonischen Kalender handelt es sich um einen Lunisolarkalender, der innerhalb des 19-jährigen Meton-Zyklus mit sieben Schaltmonaten arbeitet und auf der Plejaden-Schaltregel beruht, die um 2600 vor Christus angewendet werden konnte. Während der elf Tage vom Ende des Mondjahrs mit zwölf synodischen Perioden bis zum Beginn des neuen tropischen Jahres wurde das Neujahrsfest Akiti gefeiert.
An der mesopotamischen Astronomie ist neben dem frühen Beginn genauer Beobachtungen  im 3. Jahrtausend v. Chr. anzumerken, wie präzise die Messreihen auf tausenden Tontafeln aufgezeichnet wurden.
Damals kannten die Babylonier alle wichtigen Himmelszyklen mit hoher Genauigkeit: unter anderem den synodischen Monat mit 29,53062 Tagen (statt 29,53059), den Venus- und Marsumlauf (nur 0,2 beziehungsweise 1 Stunde fehlerhaft) oder den 18-jährigen Saroszyklus der Finsternisse. Unsere Stundenzählung und die Einteilung der Winkel in 360 Bogengrad wurden in Babylon entwickelt. Die ekliptiknahen Sternbilder waren in drei Wege der Sonne gegliedert, die man den Göttern Anu, Enlil und Ea zuordnete.
Ein zentrales Anliegen der dortigen Priesterastronomen waren astrologische Voraussagen und die Beschäftigung mit himmlischen Vorzeichen. Babylonier und Assyrer bewahrten in ihren Archiven Aufzeichnungen über ihre astronomischen Beobachtungen, die selbst nach vorsichtigen Schätzungen bis ins 3. Jahrtausend v. Chr. zurückreichen.
Beispielsweise enthalten die assyrischen MUL.APIN-Tontafeln aus der Epoche von 2300 bis 687 vor Christus genaue Auflistungen der heliakischen Aufgänge der Sternbilder am Himmel. Sie wurden jeweils in drei Sätzen erstellt und bis circa 300 vor Christus je nach Bedarf dupliziert. Es ist anzunehmen, dass der griechische Astronom Eudoxos von Knidos viele dieser Daten für seine Sternkataloge verwendet hat.
Die Sumerer erstellten nach den astronomischen Konstellationen ihren Kalender. Tausende von überlieferten Tontafeln in Keilschrift, die vor allem den Archiven von Uruk und Ninive zugeordnet werden, enthalten astronomische Texte. Schon im frühen 3. Jahrtausend vor Christus wurde die Venus als Stern der Inanna beschrieben. Alte Rollsiegel und Texte, die Inanna als Verkörperung des Planeten Venus erwähnten, belegen die damaligen sumerischen Kenntnisse: Inanna, als Venus sehen dich auch alle Fremdländer leuchten. Ich möchte ihr, als Himmelsherrin, ein Lied darbringen.
Gestützt auf lange Beobachtungsreihen entwickelten babylonische Astronomen mathematische Reihen, die es ermöglichten, die Positionen der Himmelskörper zu berechnen (siehe Ephemeriden) und gewisse Himmelserscheinungen vorauszusagen. Bereits um 1000 vor Christus konnten sie komplexe Überlagerungen periodischer Phänomene in die einzelnen Perioden isolieren und so vorausberechnen.
Nabu-rimanni (zirka 560 bis 480 vor Christus) ist der früheste namentlich bekannte babylonisch-chaldäische Astronom. Bedeutende Nachfolger sind Kidinnu (zirka 400 bis 330), Berossos (um 300) und Soudines (um 240).
Kalendersystem |
Rechensystem

ACT-Texte |
Astronomische Beobachtungstexte |
Astrolab B |
Enuma Anu Enlil |
Eridu |
GADEx-Texte |
Kidinnu |
Mul-Mul |
Nabu-rimanni |
Nibiru |
Venus-Tafeln des Ammi-saduqa

## Astronomie der Antike

### Anfänge der griechischen Astronomie

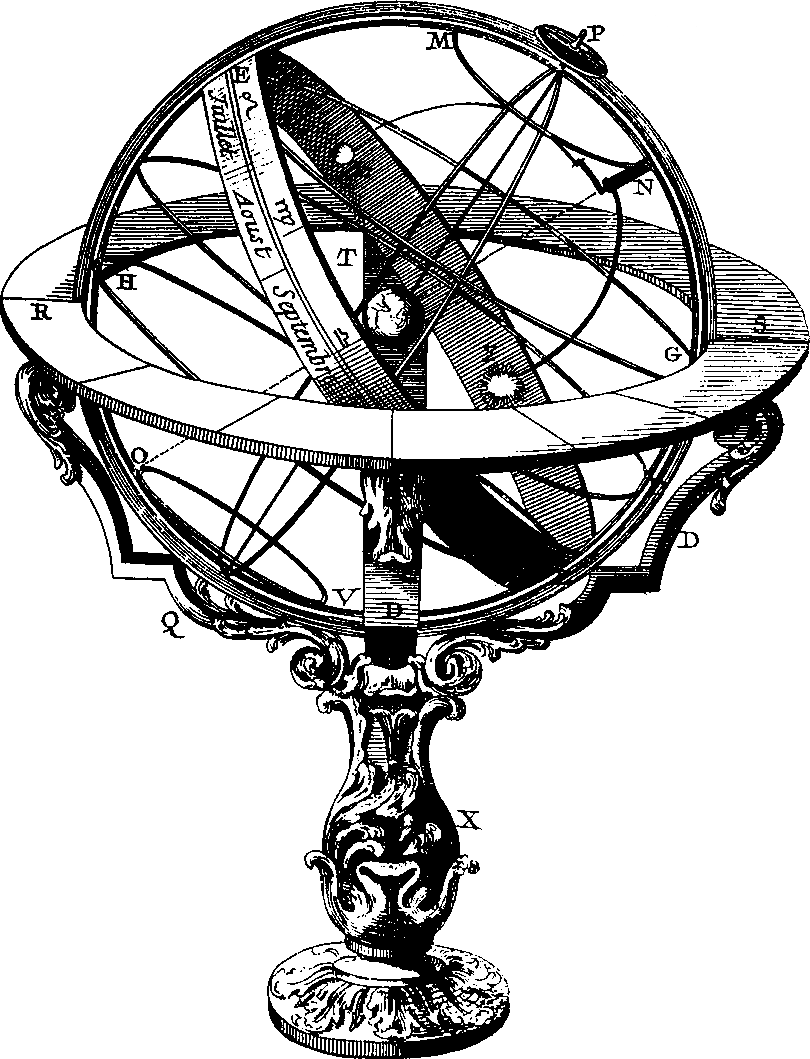
Eine Armillarsphäre, wie sie bis ins 17. Jahrhundert benutzt wurde

Einfache Formen der Armillarsphäre wurden bereits bei den Babyloniern benutzt und später von den Griechen weiterentwickelt, ebenso wie Sonnenuhren und das Gnomon. Die Einteilung des Tierkreises in 360 Grad, die vermutlich auf die ägyptischen Dekane zurückgeht, übernahmen die Griechen so wie auch einzelne Beobachtungen und die Planetenbezeichnungen und Perioden der Babylonier. Sie berücksichtigten aber nicht die der mesopotamischen Tradition zugrunde liegenden mathematischen Methoden; die Herangehensweise war nun eine andere, da die griechischen Philosophen das Universum primär geometrisch, nicht arithmetisch verstanden.
Das heutige Wissen über die Anfänge der griechisch-ionischen Astronomie und das Ausmaß ihrer Beeinflussung durch die mesopotamische ist sehr lückenhaft. Es ist davon auszugehen, dass der Bücherverlust in der Spätantike und im Mittelalter auch zahlreiche astronomische Werke betraf. Teilweise kamen sie erst viel später auf dem Umweg durch arabische Übersetzungen wieder nach Europa.

### Die griechischen Philosophen und Astronomen

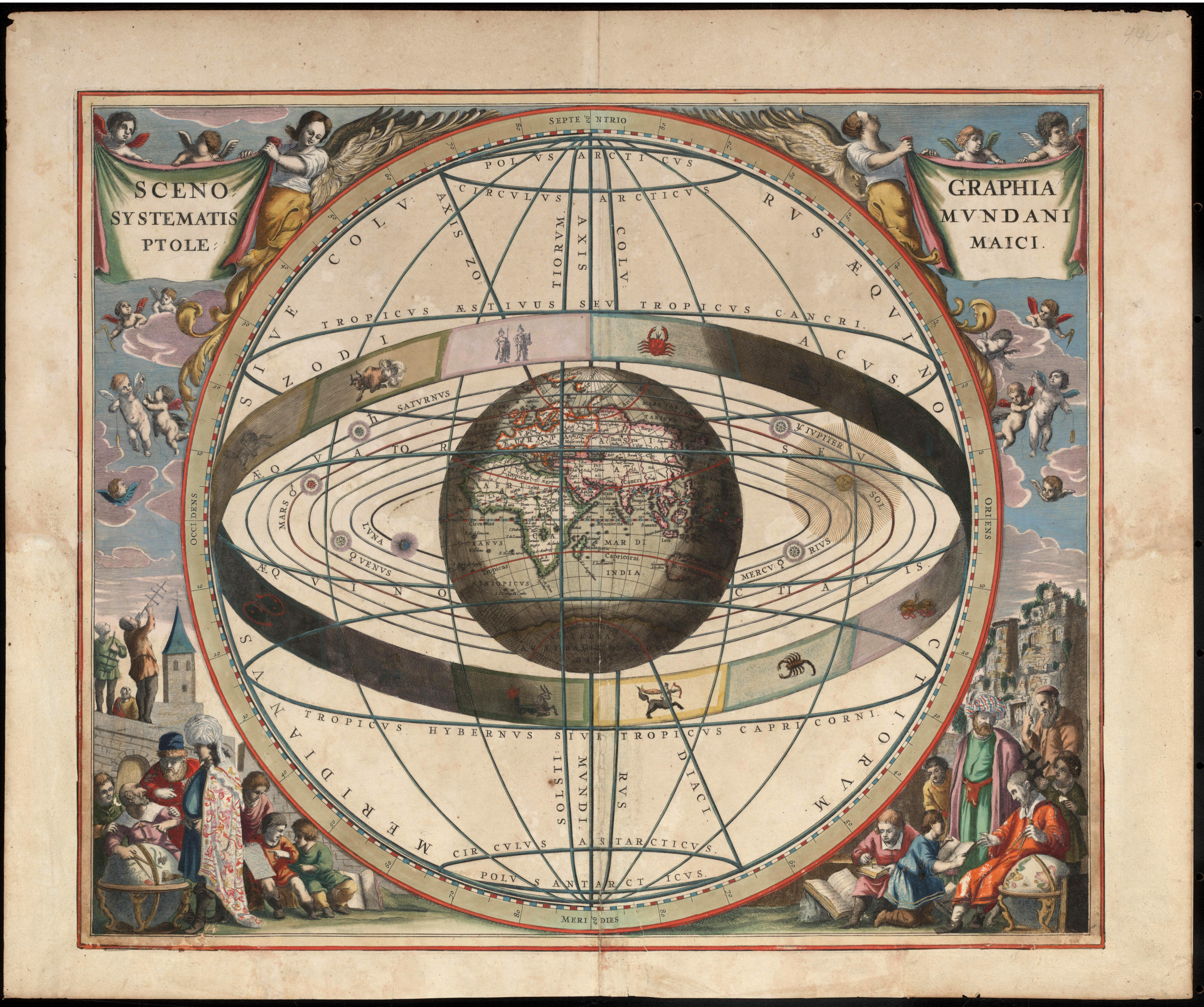
Künstlerische Darstellung des geozentrischen Weltbilds nach Ptolemäus

Hinweise auf die Beschäftigung der antiken Griechen mit den Vorgängen am Himmel bieten bereits sehr frühe literarische Texte. Sowohl Homer als auch Hesiod erwähnen astronomische Gegebenheiten; der Tierkreis ist bei Homer ausschnittsweise bezeugt. Hesiod dagegen entwickelt sogar eine Weltschöpfungslehre. Die beiden Autoren lassen aber noch kein tieferes Raumverständnis erkennen; so beschreiben sie Morgen- und Abendstern als verschiedene Objekte. Spätestens zur Zeit Platons war dieser Irrtum dank babylonischer Informationen korrigiert; dieser Fortschritt wurde später auf Pythagoras zurückgeführt. Überliefert ist die Vorhersage einer Sonnenfinsternis im Jahr 585 v. Chr. durch den Philosophen Thales von Milet.
Die Vorsokratiker entwickelten bis zum 5. Jahrhundert v. Chr. unterschiedliche astronomische Modelle. Sie erfanden unter anderem zunehmend genauere Methoden zur Messung der Zeit, etwa Sonnenuhren, deren Grundlagen sie wahrscheinlich von den Babyloniern übernahmen. Anaximander, ein Zeitgenosse und Schüler des Thales, postulierte das geozentrische Weltbild, indem er als erster den Himmel als Kugelschale (Sphäre) mit der Erde im Zentrum beschrieb. Frühere Kulturen dachten den Himmel als Halbkugel nur über der Erdscheibe ohne außerhalb von Mythen das Problem zu berühren, wo sich die Sterne zwischen Auf- und Untergang befinden könnten. Zum Verständnis der Erde als eine Kugel gelangte Anaximander jedoch noch nicht.
Die klassische griechische Kultur betrieb erstmals Astronomie aus wissenschaftlichem Interesse an den tatsächlichen Vorgängen am Himmel, unabhängig vom praktischen Nutzen des Kalenders sowie von religiösen und astrologischen Motiven. Berühmt ist die bemerkenswert genaue Messung des Erdumfangs durch Eratosthenes um 220 v. Chr.: Er verglich die unterschiedlich langen Schatten, welche das Licht der Sonne, wenn sie im Zenit steht, wirft, am gleichen Tag einerseits in Alexandria und andererseits in Syene und erklärte dieses Phänomen damit, dass die Orte auf unterschiedlichen Breitengraden auf einer Kugel liegen. Weniger bekannt ist der Versuch des Aristarchos von Samos, den Abstand zur Sonne im Verhältnis zum Mondabstand zu messen, der zwar aufgrund ungenügender Messgenauigkeit sehr fehlerhaft ausfiel (er wurde um den Faktor 20 zu kurz bestimmt), aber methodisch korrekt war.

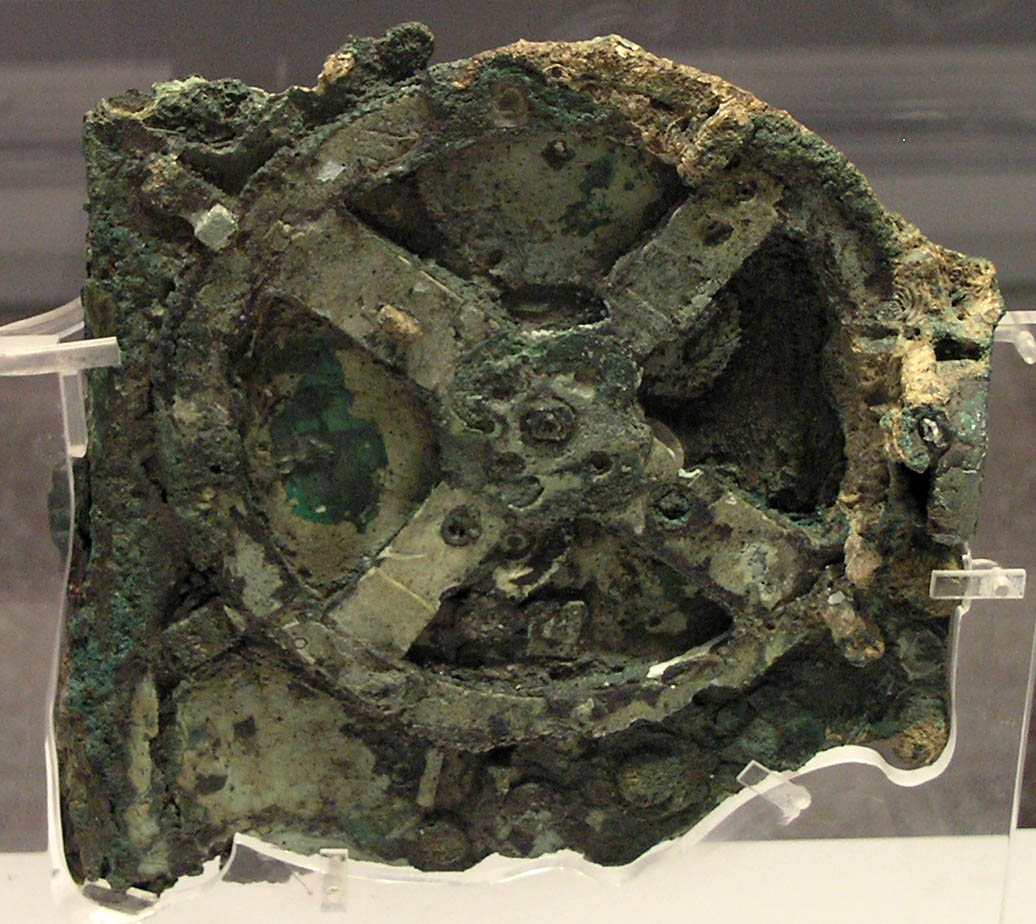
Der Mechanismus von Antikythera stammt etwa aus dem Jahr 100 v. Chr. Moderne Untersuchungen legen den Schluss nahe, dass er zur Vorhersage der Bewegung von Himmelskörpern diente.

Hipparchos von Nicäa und andere entwickelten die astronomischen Instrumente, die bis zur Erfindung des Fernrohres fast zweitausend Jahre später in Gebrauch blieben, etwa ein Winkelmessinstrument, eine Art weiterentwickelte Armillarsphäre, mit der Koordinaten an der Himmelskugel bestimmt werden konnten. Es wurde von Eratosthenes unter der Bezeichnung Astrolab eingeführt und auch von Ptolemäus beschrieben.
Einer der wenigen erhaltenen technischen Gegenstände aus griechischer Zeit ist der Mechanismus von Antikythera, die früheste bekannte Apparatur mit einem System von Zahnrädern (ca. 100 v. Chr.). Der Mechanismus wird als Analogrechner zur Vorausberechnung der Himmelskörperbewegungen interpretiert. Konstruiert hat ihn vielleicht Poseidonios (135–51 v. Chr.).
Eine weitere wesentliche Vorarbeit für die Astronomie späterer Zeiten leistete Aristoteles (384–322 v. Chr.), der das Prinzip der Camera obscura erkannte. In seiner umfassenden Physikdarstellung, die bis ins Mittelalter nachwirkte, beschrieb er die natürliche Bewegung der Himmelskörper und auch die Schwerkraft.

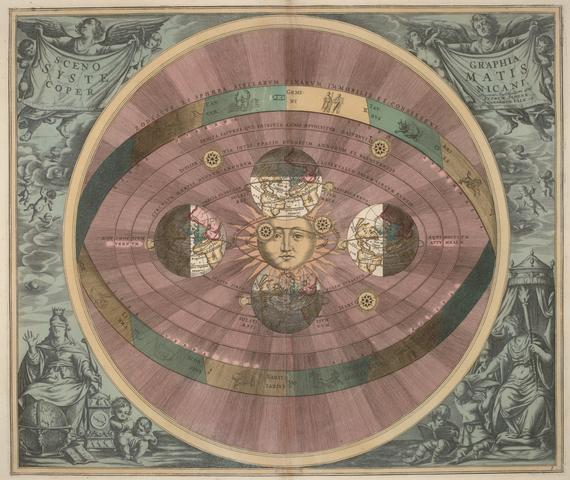
Das heliozentrische Weltbild

Das Werk des Ptolemäus um 150 n. Chr. stellte den Höhepunkt und – nach aktueller Kenntnis – auch den Abschluss der antiken Astronomie dar. Ptolemäus entwickelte auf der Basis der damals verfügbaren Arbeiten (Hipparchos und mögliche andere) das später nach ihm benannte Weltbild und gab mit dem Almagest ein Standardwerk der Astronomie heraus, auf dessen Sternkatalog sich Astronomen noch bis über die Renaissance hinaus berufen haben. Die Römer schätzten die Astronomie als Teil der Bildung, entwickelten sie jedoch nicht weiter. Ihr Interesse galt vielmehr der Astrologie mit ihrem Anspruch, die Zukunft vorauszusagen. Überreste des antiken Fachwissens wurden im Oströmischen Reich bewahrt, doch der kulturelle Austausch mit der lateinischsprachigen Gelehrtenwelt West- und Mitteleuropas kam schon am Anfang des Frühmittelalters weitgehend zum Erliegen.

### Alternativen zum geozentrischen Weltbild
Wiederholt wurden Alternativen zum geozentrischen Weltbild vorgeschlagen. Hiketas von Syrakus (um 400 vor Christus) ließ die Sterne feststehen und die Erde rotieren. Andere Pythagoreer meinten, im Zentrum des Universums befinde sich ein Zentralfeuer, das von der Erde, der Sonne und den Planeten umkreist werde. Philolaos postulierte zusätzlich eine Gegenerde, damit die Himmelskörper die heilige Zahl zehn erreichten. Aristarchos von Samos schlug im 3. Jahrhundert vor Christus bereits ein heliozentrisches Weltbild mit der Sonne als ruhendem Zentrum vor. Er argumentierte auch – wie schon im 4. Jahrhundert Herakleides Pontikos – für eine tägliche Achsendrehung der Erde bei unbeweglichem Himmel.
Das geozentrische Weltbild mit einer unbeweglichen Erde, um die sich alle Sphären täglich drehen, blieb jedoch bis Nicolaus Copernicus, der 1543 an Aristarch anknüpfte, das allgemein anerkannte Modell. Der heliozentrische Entwurf von Kopernikus ließ eine Alternative als denkbar erscheinen, die durch Johannes Keplers Erkenntnis der ellipsenförmigen Planetenbahnen plausibler wurde. Doch bezweifelten noch viele den unermesslich leeren Raum zwischen der Saturnbahn und den nächsten Fixsternen.

### Eckpunkte der Entwicklung in der Antike
Als Einsichten und Errungenschaften der antiken Astronomen sind festzuhalten:
- die Fähigkeit, die Bewegungen der Planeten und das Eintreten von Finsternissen (Saros-Zyklus) zu berechnen und vorauszusagen
- die Erkenntnis, dass die Erde kugelförmig ist (Aristoteles, 384–322 v. Chr.: Erste Vermutungen der Kugelform wegen kreisförmiger Erdschatten bei Mondfinsternissen; um 200 v. Chr. durch Eratosthenes von Alexandria: Erste annähernd richtige Berechnung des Erdumfanges über den höchsten Sonnenstand an diversen Orten)
- der Vorschlag von Alternativen zum geozentrischen Weltbild
- die um 150 v. Chr. von Hipparchos von Nikaia und Archimedes erstellten ersten Sternkataloge (etwa 1000 Sterne)
- die Entdeckung der Präzessionsbewegung der Erde.[30] Diese Entdeckung wird Hipparchos (um 150 v. Chr.) zugeschrieben. Jedoch soll bereits Platon um 360 v. Chr. auf eine zyklische Bewegung hingewiesen haben (siehe Platonisches Jahr). Seit damals ist also die permanente Veränderung der Koordinaten der Fixsterne am Nachthimmel und somit auch der Äquatorialkoordinaten Rektaszension und Deklination bekannt.

Plinius der Ältere, der in den Jahren vor etwa 77 n. Chr. eine Gesamtdarstellung des damaligen naturkundlichen Wissens verfasste, behandelte auch die Astronomie als Himmelskunde im Unterschied zur Astrologie.

## Astronomie in Indien, China, Amerika und Australien
In Süd- und Ostasien wurde schon früh das System der heutigen Himmelskoordinaten entwickelt. Während aber in China die astronomischen Beobachtungen eher als Chronik geführt wurden, verknüpfte man sie in Indien schon um 1000 v. Chr. mit einer tiefsinnigen Kosmologie. Demgegenüber weiß man über die astronomischen Hintergründe der amerikanischen Hochkulturen nur relativ wenig.

### Indien

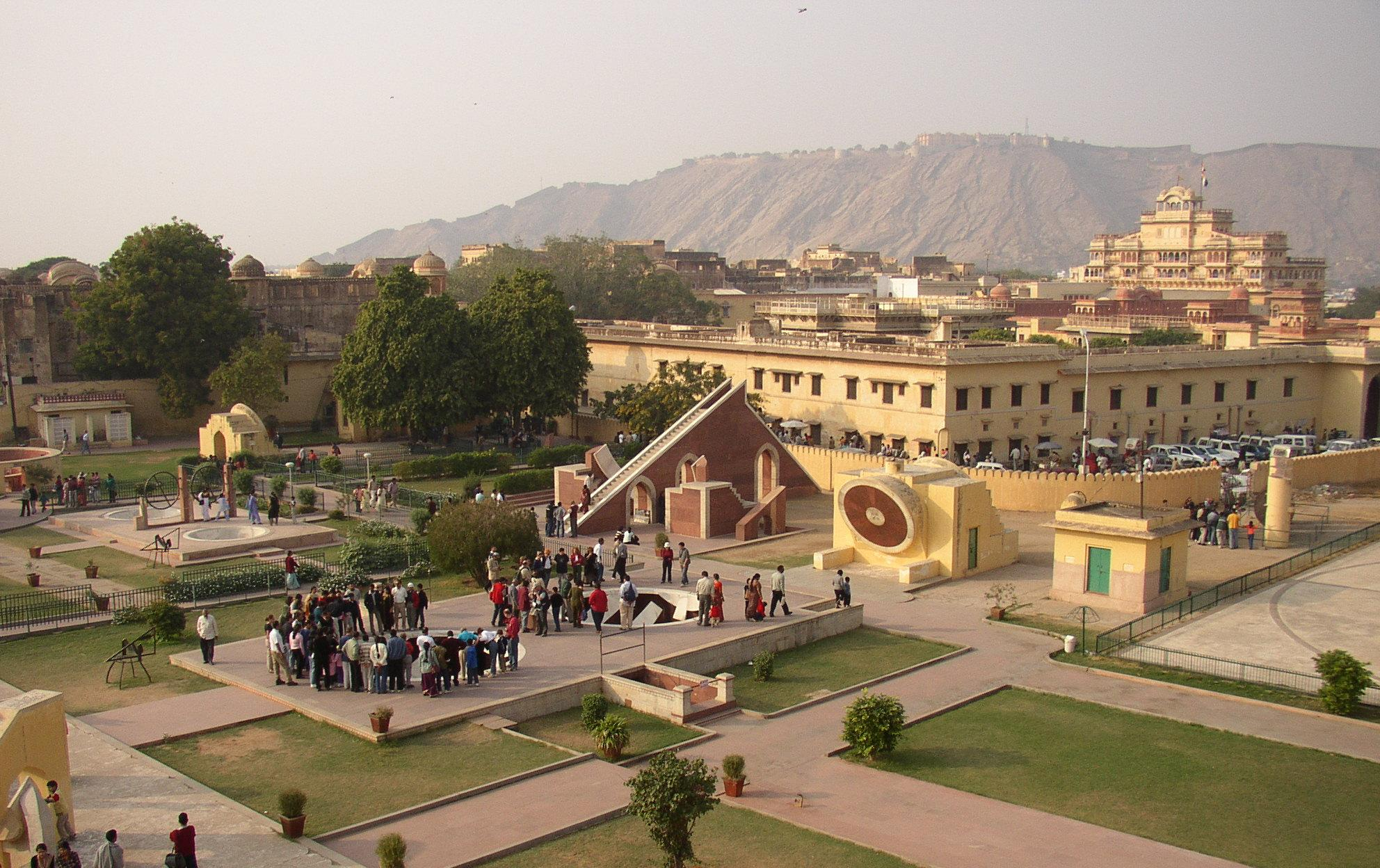
Observatorium Jantar Mantar in Jaipur

In der Indus-Kultur entstand ab 1000 v. Chr. eine detaillierte Kosmologie mit den göttlichen Naturkräften Himmel, Erde, Sonne (die als glühender Stein gedeutet wurde), Mond, Feuer und acht Himmelsrichtungen. Laut der damaligen Mythologie entstamme die Welt einem heiligen Ei aus Silber (Ur-Erde) und Gold (Sternenhimmel) mit der Lufthülle als Zwischenschicht. Die Sonne galt als göttliches Auge des Weltalls, der Mondzyklus als Zeit- und Lebensspender. Die Planetenbahnen verlaufen zwischen Sonne und Polarstern.
Die vedische Astronomie ist in stark verschlüsselten Versen überliefert, was ihre Einordnung in einen größeren kulturellen Rahmen schwierig macht. Allgemein ist sie aber der babylonischen sehr ähnlich, was – je nach Interpretation und Datierung – babylonische Vorbilder für die vedischen Astronomen und auch die umgekehrte Einwirkung bedeuten kann. Beide Positionen werden in der Astronomiegeschichte diskutiert, doch ist auch eine im Wesentlichen unabhängige Entwicklung in beiden Kulturräumen denkbar. Denn einige der Gemeinsamkeiten, wie die Teilung des Tierkreises in 360 Grad mit zwölf Sternbildern, können auch direkt aus der Natur hergeleitet werden. So wird das Jahr zu 360 Tagen gerundet, die Monate aber wie heute gezählt. Allerdings folgen im System der alten indischen Astronomie auf zwei Jahre von 360 Tagen immer eines mit 378 Tagen. Der Tag hat jahreszeitlich verschiedene Längen („Muhurtas“ mit 9,6 bis 14,4 Stunden).
Außerdem ist eine erstaunliche Entsprechung zum Christentum und etwa auch zu den Auffassungen von Teilhard de Chardin erwähnenswert: Gott wird als ein die Welt liebender Geist verstanden, dessen Sohn die Entwicklung des Weltalls im Auge behält.
Einen erneuten Aufschwung erlebte die indische Astronomie um 500 n. Chr. mit dem Astronomen Aryabhata, dem unter anderem die Erfindung des Konzepts der Zahl „Null“ zugeschrieben wird. Wichtige Einrichtungen sind die fünf Observatorien, die Jai Singh II. im frühen 18. Jahrhundert unter anderem in Delhi und Jaipur errichten ließ. Das größte davon, das Jantar Mantar in Jaipur, besteht aus vierzehn Bauwerken zur Beobachtung und Messung astronomischer Phänomene.

### Melanesien
Hier ist vor allem die hochentwickelte Navigation mit Sonne und Sternen zu erwähnen, die eine Voraussetzung zur Besiedlung der Inselwelt war. Überliefert sind Orientierungsmethoden mit dem Polarstern und dem Kreuz des Südens, sowie für Ost- und Westkurse horizontnahe Peilsterne wie im Adler, deren Richtung sich wegen der fast senkrechten Sternbahnen nur wenig ändert.
Die Urnacht der Schöpfungsgeschichte hat zwar Sterne, aber noch ohne Sonne und Mond. Die göttliche Trennung von Himmel und Erde erfolgte mit einem Kultstab, ähnlich wie auf orthodoxen Ikonen. Die Wohnstatt Gottes und der Ungeborenen ist in der Milchstraße, und die Seelen sind die Urform der Sternbilder.

### China
Wesentliches Element der chinesischen Philosophie ist die Harmonie von Himmel, Mensch und Erde. Himmelserscheinungen wurden unter diesem Hauptgesichtspunkt betrachtet. Das Bestreben der Chinesen war es – so die Deutung in der aktuellen Literatur der Volksrepublik China – Störungen dieser Harmonie vorherzusehen und somit das Zeitalter des Glaubens an unkalkulierbare Fremdbestimmung zu beenden.

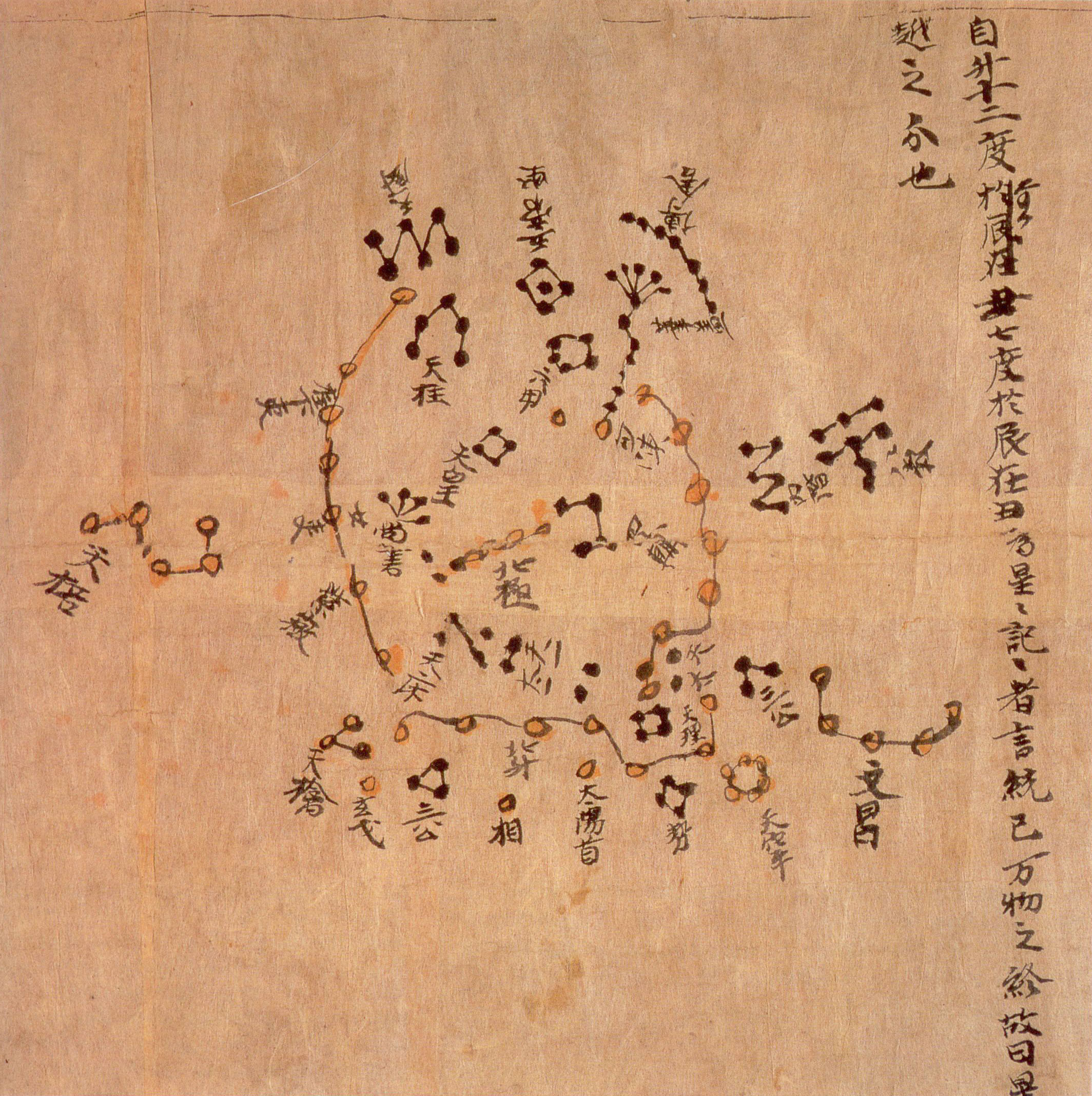
Altchinesische Sternkarte

So hatten sich die Astronomen im Kaiserreich China nicht nur mit dem Kalender zu befassen, sondern auch mit der Vorhersage außergewöhnlicher Himmelserscheinungen (z. B. der Sonnenfinsternisse) und dazu auch mit der staatlichen Astrologie. Sie kannten schon um 2000 v. Chr. das Lunisolarjahr mit einer 19-jährigen Schaltregel wegen der Mondknoten (siehe auch Saros-Zyklus). Es gab ein wissenschaftliches Amt, dessen Ursprünge sich nicht mehr ausmachen, aber bis deutlich vor Christi Geburt zurückverfolgen lassen. Dieses Amt bestand noch bis 1911, und ihm waren vier Haupt-Bedienstete zugeordnet: Der Chefastronom (Fenxiangshi), der für die ununterbrochene Himmelsschau verantwortlich war, der Chefastrologe (Baozhangshi), dem die Aufzeichnungen unterstanden, der Chefmeteorologe (Shijinshi) für Wetterphänomene und Sonnenfinsternisse, und der Bewahrer der Zeit (Qiehushi), dem die Kalenderrechnung oblag.
Die altchinesischen Chroniken gelten noch heute als zuverlässig und relativ vollständig – auch weil die Beamten für die Zuverlässigkeit ihrer Ergebnisse mit dem Leben bürgten. So ist überliefert, dass die Astronomen Xi und He wegen der versäumten Vorhersage der Sonnenfinsternis vom 3. Oktober 2137 v. Chr. geköpft wurden.
Etwa seit der Zeitenwende wurden in China u. a. Sonnenflecken beobachtet, was mit bloßem Auge bei Sonnenauf- und Untergang möglich ist, sowie Novae und Supernovae, die Gaststerne genannt wurden, und sogar bereits 613 v. Chr. der Komet Halley.
Dem Weltbild des kaiserlichen China entsprechend gibt es fünf Himmelsareale, die vier Himmelsrichtungen und das Zentrum, das den zirkumpolaren Bereich umfasst und den kaiserlichen Palast repräsentiert.
Einflüsse Vorderasiens sind schon in vorchristlicher Zeit ausgehend vom Hellenismus nachweisbar, und sie scheinen später intensiver geworden zu sein. Im Mittelalter wurden Instrumente ähnlich der Armillarsphäre benutzt, die wahrscheinlich auf Kontakte zur griechischen und islamischen Welt zurückgehen. Außerdem sind chinesische Sternkarten zur Schiffsnavigation überliefert.
Ab etwa 1600 trugen christliche Missionare die Erkenntnisse und Messmethoden der europäischen Astronomie nach China. Nach anfänglichem Misstrauen wurde ihre Überlegenheit vom Kaiserhaus anerkannt, und die neue Fachkunst bereitete der traditionellen Sternkunde ein Ende. So kam es dazu, dass die kaiserliche Sternwarte in der Qing-Dynastie traditionell von Jesuiten wie Ignaz Kögler oder Anton Gogeisl neu eingerichtet und geleitet wurde.
Intensive Forschungen zur chinesischen Astronomiegeschichte betrieb der japanische Wissenschaftshistoriker Yabuuchi Kiyoshi (1906–2000). Er veröffentlichte seine Erkenntnisse in mehreren Darstellungen.

### Amerika

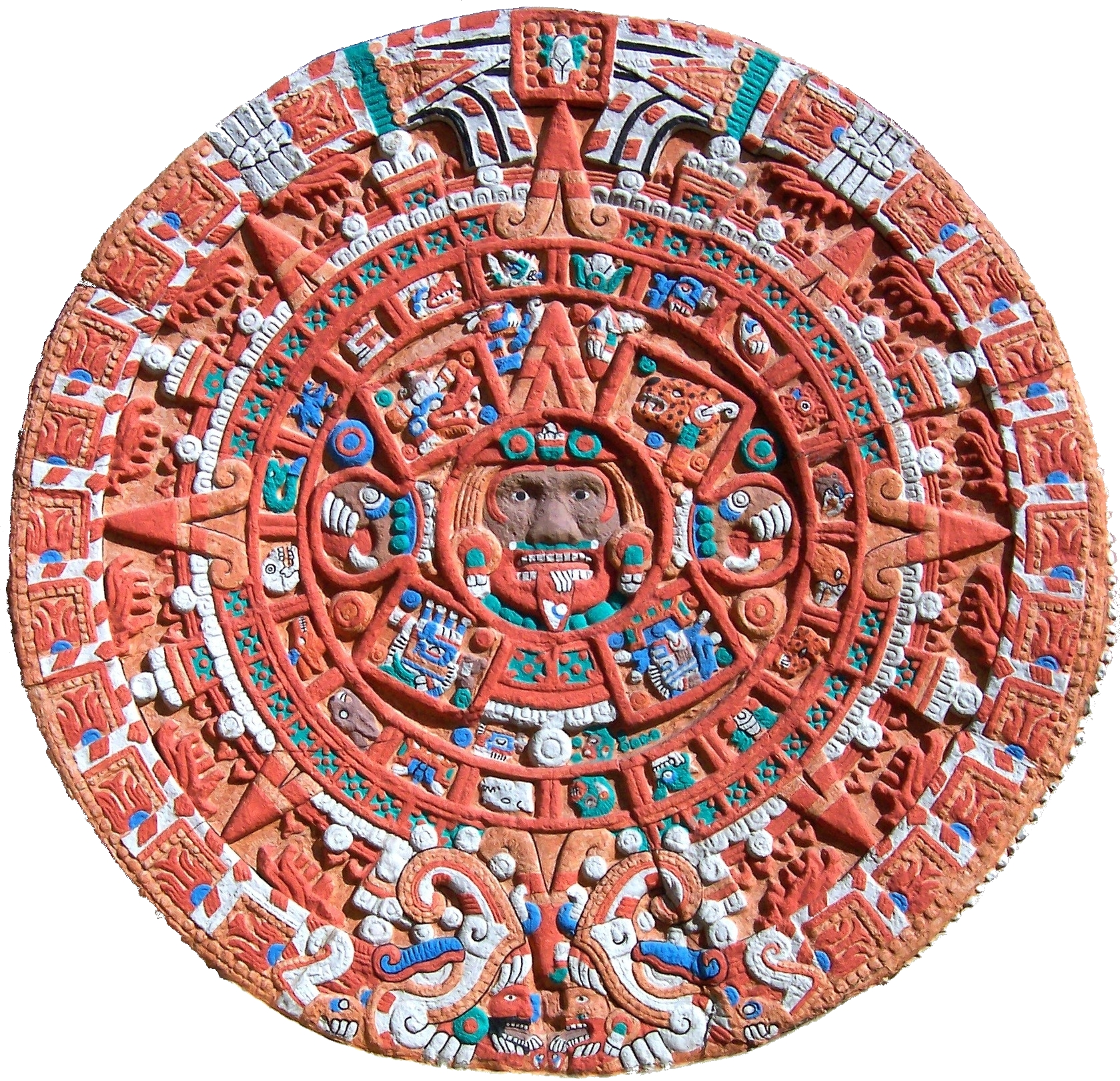
Piedra del Sol, ein aztekischer Kalenderstein

Über das astronomische Weltbild der indianischen Hochkulturen ist wenig bekannt, doch geben Kultbauten (z. B. Stufentempel mit genauer Orientierung) und Sternwarten zahlreiche Hinweise. Die meisten Schriften und Codices wurden durch die Konquistadoren vernichtet. Zweifelsfrei war aber die Kalenderrechnung und die Berechnung der Planetenzyklen hochentwickelt – siehe den Maya- und den Azteken-Kalender. 1479 schufen die Azteken den „Sonnenstein“.
Die Umlaufzeiten der fünf freisichtigen Planeten waren teilweise auf nur wenige Minuten bekannt. Die Dauer des Monats stimmte mit heutigen Werten auf 6 Dezimalen überein – was pro Jahrhundert nicht einmal 1 Stunde Fehler ausmacht.

## Astronomie im Mittelalter
Aus dem Mittelalter sind zwei besonders markante Himmelserscheinungen überliefert: 1054 n. Chr. beobachtete man weltweit einen neuen Stern im Sternbild Stier („Supernova 1054“), der wochenlang auch tagsüber sichtbar blieb (Krebsnebel, Messierkatalog M1), und am 25. Juni 1178 beobachtete der Mönch und Chronist Gervasius von Canterbury eine Leuchterscheinung an der Mondsichel, bei der es sich um einen Meteoraufprall (Entstehung des Mondkraters Giordano Bruno?) gehandelt haben könnte.

### Westeuropa

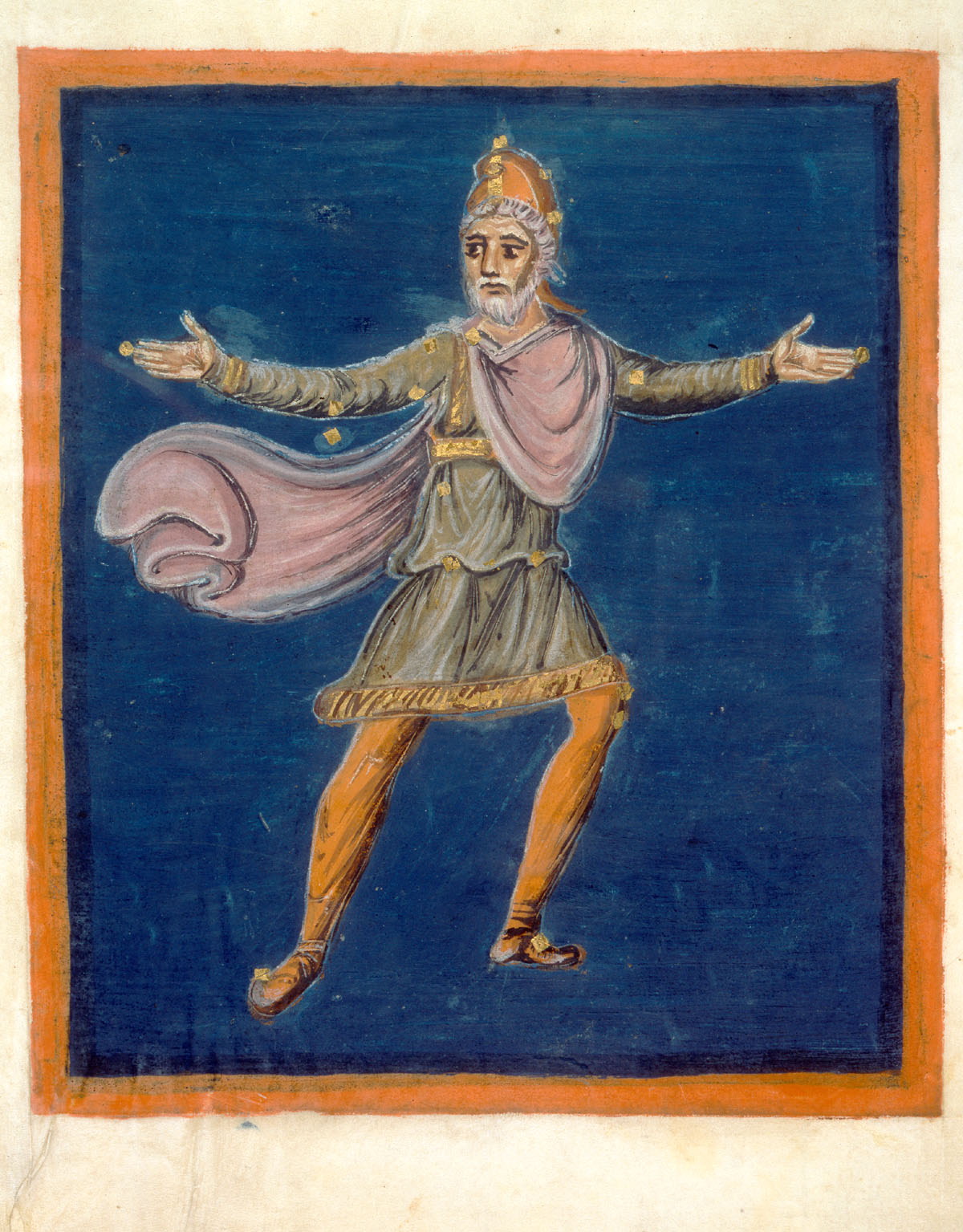
Darstellung des Kepheus aus dem 9. Jahrhundert, aus den Leidener Aratea

In den Jahrhunderten der Völkerwanderung hatte Mittel- und Westeuropa den Kontakt zum alten griechisch-römischen Kulturwissen weitgehend verloren. Nur im griechischsprachigen Byzantinischen Reich blieb die antike astronomische Literatur weiterhin zugänglich und wurde studiert. Im lateinischsprachigen Westen hingegen stand bis zum 12. Jahrhundert nur sehr wenig von dieser Tradition zur Verfügung. Dort behielt man zwar den Lehrkanon der Sieben Freien Künste bei, in dem die Astronomie einer der vier Teile des Quadriviums bildete, doch in der Praxis wurde an den Klosterschulen des Frühmittelalters meist nur das Trivium gelehrt, das keinen naturwissenschaftlichen Stoff mehr umfasste.
Im Zuge der Reformpolitik Karls des Großen wurde die Astronomie als Lehrfach aufgewertet: Der Kaiser verpflichtete alle Domkirchen dazu, Schulen einzurichten, an denen die Astronomie neben den anderen Fächern des Quadriviums (Geometrie, Arithmetik und Musik) gelehrt werden müsse; dabei ging es auch um die für den Klerus wichtige Befähigung zur Berechnung des Osterdatums. Diese nach wenigen Jahren oder Jahrzehnten wieder erlahmende Reform bewirkte jedoch insgesamt nur wenig, und die Astronomiekenntnisse blieben im Klerus dürftig.
In der karolingischen Zeit entstanden allerdings Abschriften der astronomischen Lehrgedichte des Aratos, etwa die prachtvoll illustrierte Leidener Aratea, die vermutlich am Hofe Ludwigs des Frommen in Auftrag gegeben wurden. Zusammen mit Aratos bildeten die Sternbildbeschreibungen des Hyginus im Poeticon Astronomicon die bis zum Ende des Spätmittelalters weit verbreiteten Standardwerke. Die Kenntnis der klassischen Sternbildmythen stammte im Wesentlichen aus diesen beiden Werken. Die Illustrationen der Handschriften sind künstlerisch hochwertig. Die Positionen, an denen die Illustratoren die Sterne in den Bildern platzierten, haben jedoch mit dem tatsächlichen Firmament wenig bis nichts gemein; sie wurden vielmehr so gewählt, dass sie gut zu den Figuren passten.
Die wenigen anderen erhaltenen antiken Werke zur Astronomie wurden in den Klöstern zunächst nur abgeschrieben, mit der beginnenden Scholastik im 11. Jahrhundert dann aber auch zunehmend kommentiert. Sie durch eigene Beobachtungen zu bestätigen, zu ergänzen oder zu widerlegen entsprach jedoch nicht dem mittelalterlichen Verständnis von Wissenschaft. Die Astronomie wurde damals als ein im Wesentlichen abgeschlossenes Fach verstanden, zu dessen Verständnis keine eigene Beobachtung des anscheinend unveränderlichen Sternenhimmels erforderlich war. Das plötzliche Auftreten einer Supernova im Jahr 1054 war eines der ersten Ereignisse, die das vorherrschende statische Verständnis vom Kosmos ins Wanken brachten.
Im Spätmittelalter setzte ein stärkeres Interesse an der Astronomie ein, und mit dem frühen Buchdruck wurden auch astronomische Werke verbreitet. Wesentliche Impulse zur Himmelskunde gab die Wiener astronomische Schule, beginnend mit Johannes von Gmunden (1380–1442). Sein Nachfolger Georg von Peuerbach als weltweit erster Astronomieprofessor (Universität Wien 1453) wurde durch Neubearbeitungen von Ptolemäus zu einem Vorgänger des Kopernikus. Sein Schüler Regiomontanus gab neben Abschriften der beiden oben erwähnten antiken Werke zahlreiche astronomische Bücher heraus, darunter ein Calendarium, das nach damaligen Maßstäben als Bestseller gelten kann. 1472 gelang ihm die Erstmessung des Winkeldurchmessers eines Kometen. Regiomontanus war empirisch eingestellt und bereit, traditionelle Vorstellungen zu hinterfragen. Eigene Beobachtung und Vergleich mit den Ergebnissen der antiken Wissenschaft sollten nach seiner Ansicht die Astronomie erneuern und helfen, „die Wahrheit“ zu finden. Mit dieser Haltung wurde er neben Nikolaus von Kues zum Wegbereiter des heliozentrischen Weltbildes.
Über Regiomontanus und andere in Wien wirkende Astronomen und Mathematiker verfasste Georg Tannstetter seine Darstellung der Viri Mathematici (1514; deutsch: Mathematische Männer), ein früher Ansatz zur Wissenschaftsgeschichtsschreibung.
Der Mönch Roger Bacon baute nach dem Vorbild von Aristoteles für Sonnenbeobachtungen die ersten Apparate in Form einer Camera obscura und beschrieb 1267 den Aufbau einer Linse korrekt.

### Islamische Astronomie

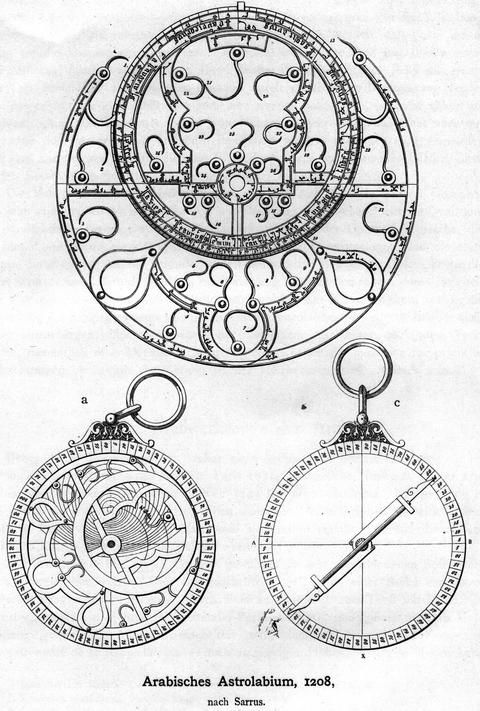
Arabisches Astrolabium um 1208

Nachdem im Römischen Reich die Astronomie zwar noch gelehrt, aber nicht mehr erweitert wurde, ergab sich ein Fortschritt erst wieder nach der islamischen Expansion. Die führenden arabisch publizierenden Wissenschaftler waren häufig auch Hofastronomen oder Hofmathematiker der regionalen muslimischen Herrscher. Sie übernahmen in den von der arabischen Expansion betroffenen alten Kulturzentren viel vom naturwissenschaftlichen Fachwissen der Antike. Die arabischen bzw. in arabischer Sprache übermittelten Leistungen, unter anderem die astronomischen Überlegungen und Erfindungen eines Avicenna, betrafen vor allem die Astrometrie:
- Genaue Beobachtungen des Himmels – auch zu astrologischen Zwecken,[43] obwohl der Islam den versuchten Blick in die Zukunft ungern sah und Astrologie nicht erlaubte
- Erstellung von Sternkatalogen, Benennung heller Sterne (bis heute in Gebrauch)
- Weiterentwicklung des Astrolabiums usw., genaue Vermessung der Ekliptikschiefe.

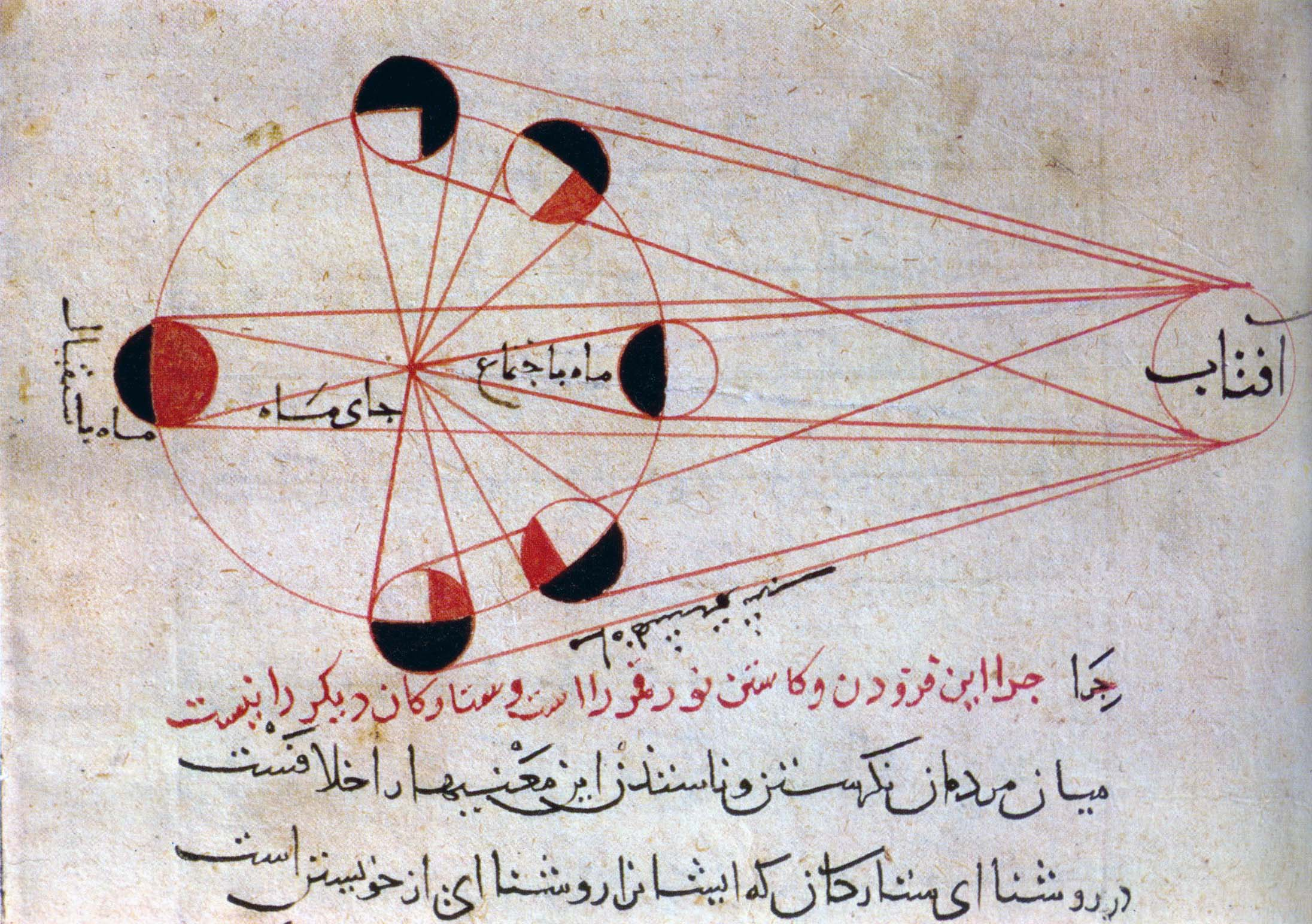
Theorie der Mondfinsternisse, al-Bīrūnī

Ohne Teleskope waren die islamischen Astronomen jedoch nicht zu einer bedeutenden Erweiterung der antiken Erkenntnisse in der Lage. Das geozentrische Weltbild blieb allgemein anerkannt, nur Einzelheiten wie Epizykeln oder Sphären wurden zunächst diskutiert, wo möglich korrigiert und erweitert. Aufgrund der seit der Niederlegung dieser Theorien verflossenen Zeit, in der sich die Fehler akkumuliert hatten, waren die Diskrepanzen der antiken Theorien mit den Beobachtungen für die islamischen Gelehrten offensichtlich. Im 16. Jahrhundert, als sich auch in Europa die kopernikanische Wende vollzog, lehnten islamische Gelehrte die antiken Weltbilder zunehmend ab. Inwieweit diese beiden Wege unabhängig waren, oder ob Kopernikus über Umwege Kenntnis der islamischen Entwicklungen hatte, ist nicht bekannt.
Einige fortschrittliche Leistungen der islamischen Astronomen blieben letztlich ohne Folgen, so wie zum Beispiel das von Ulug Beg zu Beginn des 15. Jahrhunderts erbaute Observatorium von Samarkand. Als das beste seiner Zeit wurde es nach nur einer Generation von Ulug Begs Nachfolgern wieder geschleift und dem Verfall überlassen. Andere islamische Observatorien erlitten ein ähnliches Schicksal, nur das von Nasir Al-din al-Tusi 1264 erbaute Observatorium von Maragha überlebte seinen Erbauer um immerhin fast vierzig Jahre, bevor es zwischen 1304 und 1316 geschlossen wurde. Obwohl die islamischen Astronomen die Fehler der antiken Theorien erkannten und sie verbesserten, bestand ihre aus heutiger Sicht wichtigste Leistung dennoch im Bewahren, Übersetzen und teilweise Erweitern der antiken Naturwissenschaft, wozu die europäische Kultur während des Frühmittelalters kaum in der Lage war. Mit dem Ende der Blütezeit des Islams im 15. Jahrhundert vermochte die islamische Astronomie der europäischen aber kaum noch Impulse zu geben, und ihre Leistungen wurden schließlich durch die europäische Renaissance überholt und gerieten in Vergessenheit.
Der Entwicklungsstand der islamischen Astronomie ist auch exemplarisch für die Astronomie anderer Kulturkreise, die ein ähnliches Niveau erreichten, sich aber (ebenfalls ohne Teleskope) nicht darüber hinaus entwickeln konnten. Besonders erwähnenswert sind die indische oder vedische Astronomie, die chinesische und die präkolumbische Astronomie der indianischen Hochkulturen. Alle diese Kulturen besaßen ein in vielen Jahrhunderten angesammeltes beobachterisches Wissen, mit dem sich die periodischen Phänomene des Planetensystems vorhersagen ließen.

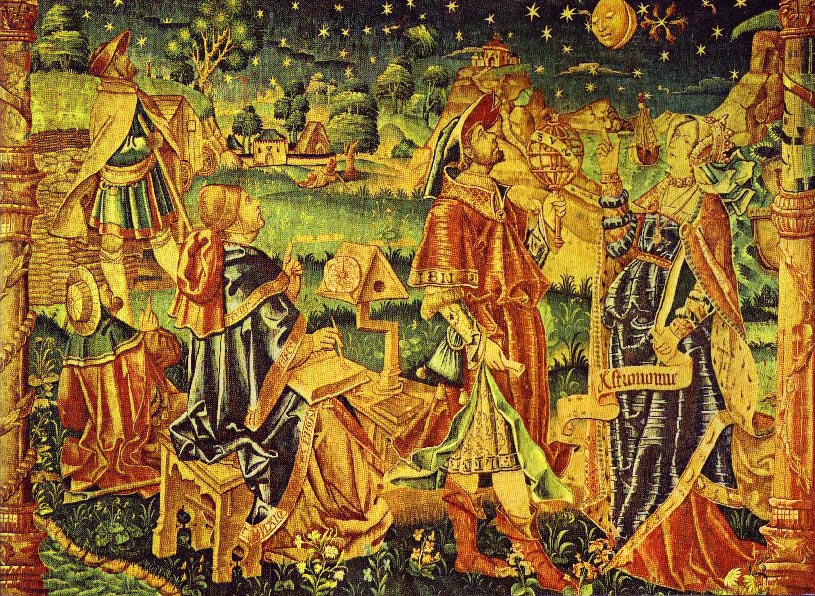
Spätmittelalterliche Astronomen unter der Anleitung der Muse Astronomia

### Kultureller Austausch mit dem Islam
Durch den kulturellen Austausch mit den islamischen Ländern, insbesondere nach der Errichtung der Kreuzfahrerstaaten im Nahen Osten im 12. Jahrhundert und im Verlauf der Reconquista (Übersetzerschule von Toledo), gelangten die Werke des Aristoteles und Ptolemäus über den Zwischenschritt der arabischen Übersetzung wieder in den Westen. Erst byzantinische Emigranten brachten schließlich die antiken Werke nach der Eroberung Konstantinopels durch die Osmanen im Original, beziehungsweise in griechischer Abschrift, nach Mitteleuropa. Auch im Hochmittelalter standen philosophisch-theologische Betrachtungen des Weltgebäudes eher im Brennpunkt als konkret beobachtete Himmelsereignisse. Die unterschiedlichen Modelle der Himmelssphären, wie sie etwa in den wiederentdeckten Werken des Aristoteles und des Ptolemäus beschrieben wurden, wurden ausführlich diskutiert und beispielsweise Fragen nach der Anzahl der Sphären erörtert, oder ob sich die Fixsternsphäre einmal am Tag drehe oder die Erde. An den Prinzipien dieser Kosmologie bestanden jedoch keine Zweifel.

## Astronomie in der Renaissance

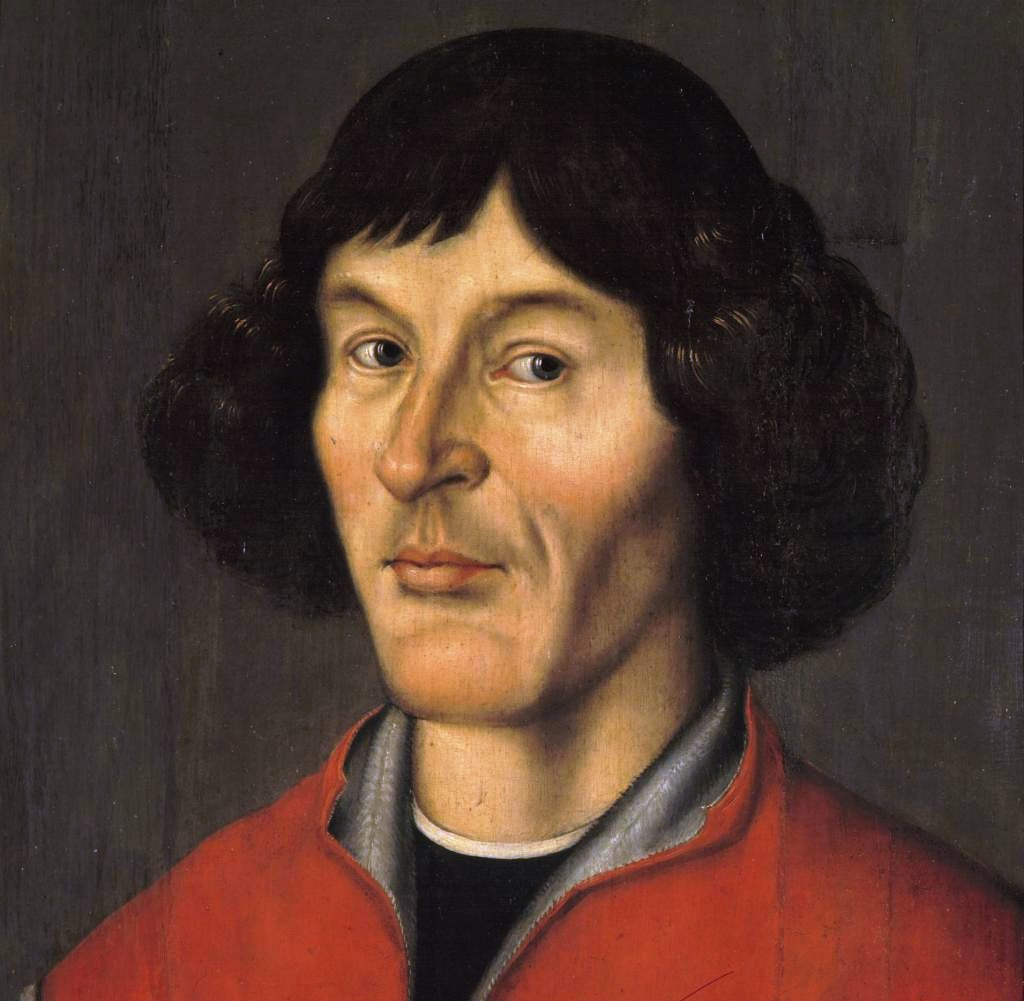
Nicolaus Copernicus

Das Zeitalter der Renaissance markiert die Blüte der klassischen Astronomie als Wissenschaft vom geometrischen Aufbau des Universums, einer Wissenschaft, die sich aber erst in Ansätzen der Erforschung der physikalischen Hintergründe der Sternbewegung widmete. Astrologie und Astronomie waren bis in die Renaissance hinein nicht gegensätzlich, sondern eher zwei sich ergänzende Wissensbereiche. Viele Astronomen erstellten noch bis in das 17. Jahrhundert auch Horoskope für ihre Auftraggeber, sahen darin aber nicht ihre Haupttätigkeit. Die Astronomie befasst sich nur mit den Positionen der Sterne und Planeten sowie deren exakter Berechnung, die Astrologie versuchte diese Positionen im Hinblick auf die irdischen Ereignisse zu deuten. Astronomische Kenntnis war also die Voraussetzung für Astrologie. Für die anhaltende und unübersehbare Fehlerhaftigkeit der astrologischen Voraussagen wurde teilweise die Ungenauigkeit der astronomischen Berechnungen und Modellvorstellungen verantwortlich gemacht, woraus ein wesentlicher Ansporn für deren Verbesserung erwuchs.
Die europäische Astronomie erhielt durch die Arbeiten von Nicolaus Copernicus eine neue Orientierung. Nach Beobachtungen des Mondes gegen den Hintergrund der Fixsterne zweifelte er am geozentrischen Weltbild und arbeitete ein Modell aus, in dem die Sonne mit dem ruhenden Mittelpunkt der Welt gleichzusetzen ist. 1543 wurde es in seinem Buch De revolutionibus orbium coelestium veröffentlicht.

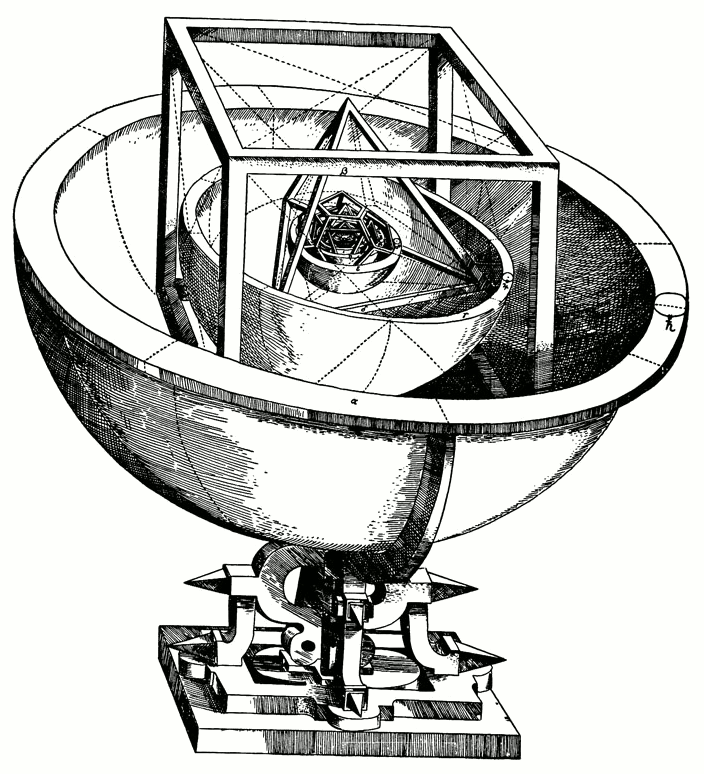
Keplers Modell des Sonnensystems. Aus: Mysterium Cosmographicum (1596)

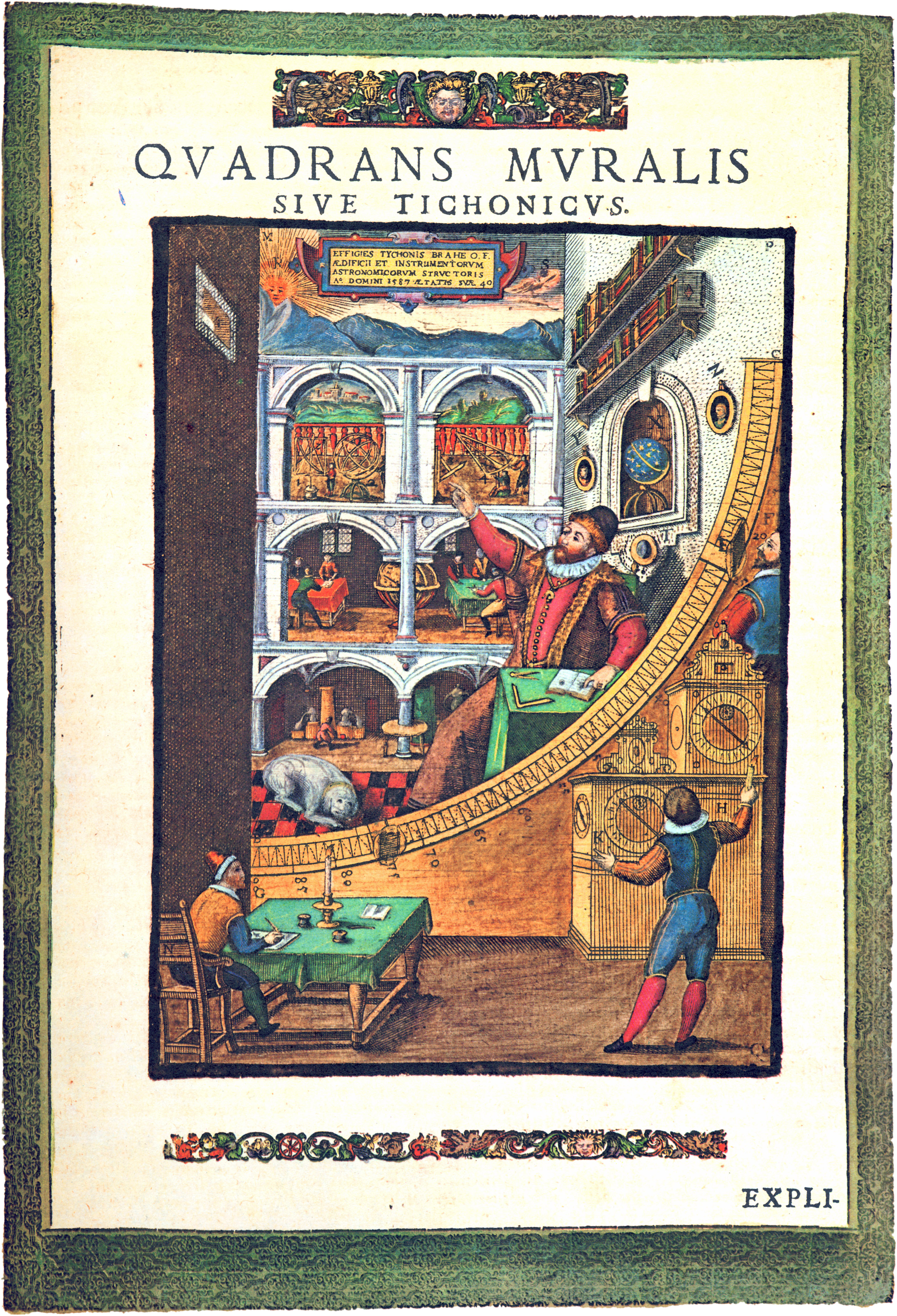
Tychos Mauerquadrant um 1600

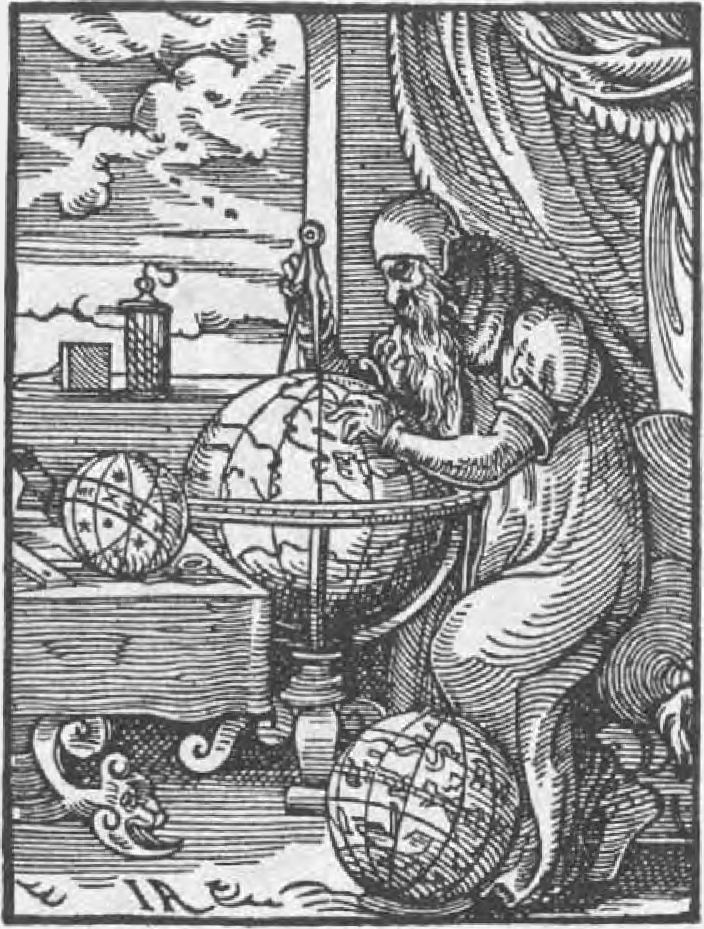
Der Astronomus (1568) von Jost Amman, wahrscheinlich den Nürnberger Arzt, Humanisten und Astronomen Melchior Ayrer darstellend.

Im Anschluss an seine Südamerikareise 1501/02 brachte Amerigo Vespucci erste Kunde über die beiden später nach Fernão de Magalhães (Magellan) benannten Magellanschen Wolken nach Europa. Ein „dunkles“ und zwei „helle“ im Reisebericht Mundus Novus beschriebene Objekte lassen sich mit dem Kohlensack sowie der Kleinen und der Großen Magellanschen Wolke identifizieren.
Eine neue Epoche der Astronomie leitete Nicolaus Copernicus ein. Er legte im Mai 1543 in seinem Buch De revolutionibus orbium coelestium mathematisch dar, dass die Planetenbewegungen auch mit einem heliozentrischen Weltbild korrekt beschrieben werden können. 1568 verbesserte Daniele Barbaro die Camera obscura durch Benutzung einer Linse und leistete damit wesentliche Vorarbeit für die Astronomen späterer Generationen.
Tycho Brahe vermaß erstmals die Bahnen von Kometen und zog daraus Schlussfolgerungen bezüglich ihrer Entfernung (1577) – die großen „astronomischen“ Distanzen wurden greifbar. Zuvor beobachtete Tycho eine Supernova (1572) sowie die Marsbahn, und nachdem 1603 Johann Bayer den ersten neuzeitlichen Sternkatalog (Uranometria) veröffentlicht hatte, beschrieb 1609 Johannes Kepler in seinem Buch Astronomia Nova das nach ihm benannte 1. und 2. keplersche Gesetz der Planetenbewegungen um die Sonne (seine zuvor erschienenen Werke waren Wegbereiter seiner Astronomia Nova). Nun lag eine korrekte Beschreibung der Planetenbewegungen aus heliozentrischer Sicht vor. Die nötige Vorarbeit hatte Tycho Brahe mit dem von ihm entwickelten Mauerquadranten geleistet. Dieses Instrument löste die seit der Antike gebräuchliche Armillarsphäre als Universalinstrument ab. Durch ihre Genauigkeit und die erstmalige gute Abdeckung größerer Teile der Marsbahn ermöglichten Brahes Positionsmessungen dann Johannes Kepler die Entdeckung der Gesetze der Planetenbewegung.
Die Erfindung des Fernrohrs zu Beginn des 17. Jahrhunderts besiegelte die Zeitenwende der Astronomie. Galileo Galilei entdeckte mit dessen Hilfe die vier inneren Monde des Jupiter und die Phasen der Venus. Diese Entdeckungen wurden zum Teil 1610 in Sidereus Nuncius veröffentlicht. Dadurch wurde das ptolemäische Weltbild nachhaltig geschwächt. Es wurde deutlich, dass das kopernikanische Weltbild ebenso wie das geozentrische Modell von Brahe mit den Beobachtungen verträglich war. Ein entscheidender Beweis war zu dieser Zeit weder theoretisch noch praktisch möglich. Der darauf folgende Streit mit der Kirche endete zwar mit dem juristischen Sieg der Inquisition gegen Galilei, begründete aber ein problematisches Verhältnis zwischen Kirche und Naturwissenschaften.

## Das 17. und 18. Jahrhundert
Die europäischen Fürsten förderten die Astronomie zunehmend an ihren Höfen als Zeichen ihrer Kultur und Bildung, wodurch sich ein personeller wie finanzieller Aufschwung der Forschung ergab. Daneben wurden Nationalobservatorien gegründet, wie zum Beispiel die Pariser Sternwarte oder das Royal Greenwich Observatory. Deren Aufgabe war es vor allem, Tabellen für die Seefahrt zu liefern und das Längenproblem zu lösen, daneben betrieben sie aber auch astronomische Forschung. Während die Forschung der Hofastronomen an das persönliche Interesse der Fürsten gebunden war, konnten sich an den Nationalobservatorien längerfristige Forschungstraditionen entwickeln, so dass solche unabhängigen Sternwarten spätestens mit dem Beginn des 19. Jahrhunderts eine Führungsrolle in der Forschung einnahmen.

### Das 17. Jahrhundert

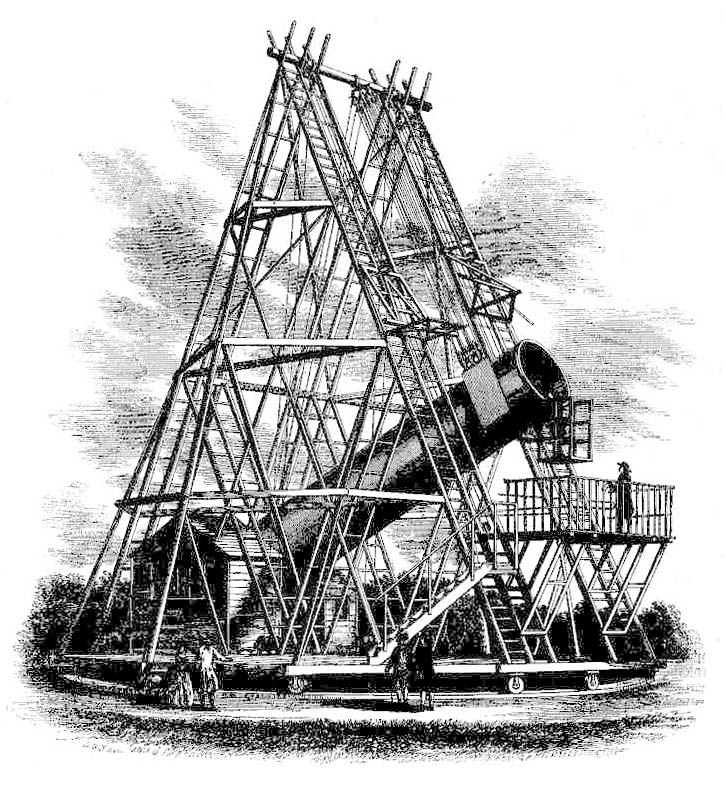
Wilhelm Herschels 40-Fuß-Teleskop von 1789

Zu Beginn des 17. Jahrhunderts begannen Astronomen damit, Himmelskörper mit Hilfe neu entdeckter optischer Instrumente zu beobachten. Das erste funktionsfähige Fernrohr wurde um 1608 in den Niederlanden gebaut. Wer der tatsächliche Erfinder war, ist umstritten.
1609 veröffentlichte Johannes Kepler sein Werk Astronomia Nova mit den ersten beiden keplerschen Gesetzen. Der Astronom Simon Marius entdeckte 1612 unsere Nachbargalaxie, den Andromedanebel, durch das Teleskop wieder (sie war bereits im 10. Jahrhundert vom persischen Astronomen Al-Sufi entdeckt worden). Schon 1610 veröffentlichte Galileo Galilei sein Buch Sidereus Nuncius, in dem er von seinen Neuentdeckungen per Fernrohr berichtete. 1632 erschien sein „Dialog über die beiden hauptsächlichsten Weltsysteme“, jedoch musste er am 22. Juni 1633 dem heliozentrischen Weltbild abschwören. Er starb am 8. Januar 1642. Johann Baptist Cysat entdeckte 1619 neue, physikalisch zusammengehörige Doppelsternsysteme. Das führte zu Spekulationen über Planetensysteme um andere Sterne, eine Möglichkeit, die zuvor nur philosophisch, ausgehend von Giordano Bruno, diskutiert worden war. 1635 gelang Jean-Baptiste Morin als einem der ersten Astronomen, den hellsten Stern des Nordhimmels Arktur im Bärenhüter auch am Taghimmel zu beobachten.
1651 veröffentlichte Giovanni Riccioli die erste Mondkarte; 1655/56 gelang Christiaan Huygens und Giovanni Domenico Cassini die Entdeckung der Saturnringe, des Mondes Titan und des Orionnebels (Huygens, veröffentlicht 1659 in Systema Saturnium). Huygens erkannte als erster die wahre Natur der Ringe des Saturn.
1668 kam Isaac Newton auf die Idee, das Licht mit Spiegeln statt mit Linsen aus Glas zu bündeln – die Erfindung des Spiegelteleskops. Auch gelang ihm 1669 die Entdeckung der Massenanziehung (Gravitation) und die erste Theorie zur Erklärung des Phänomens „Licht“ als Teilchenstrahlung, so dass das Verständnis des Kosmos langsam auf eine neue Basis gestellt wurde. Er legte mit dem 1687 erschienenen epochalen Werk Philosophiae Naturalis Principia Mathematica die ersten Grundlagen der Astrophysik, indem er die keplerschen Gesetze auf seine Theorie der Gravitation zurückführte.

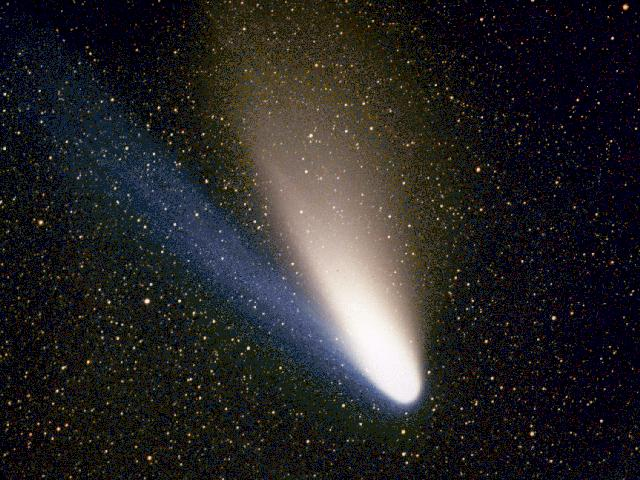
Der Komet Hale-Bopp, aufgenommen von Geoff Chester am 11. März 1997

In dieser Zeit entdeckte Cassini 1671 die Saturnmonde Japetus, 1672 Rhea, 1684 Tethys und Dione. Von 1683 bis 1686 fanden und erklärten Cassini und Nicolas Fatio de Duillier das Zodiakallicht.

### Bestimmung der Lichtgeschwindigkeit
1676 verglich Ole Rømer die Zeitpunkte, zu denen Monde des Jupiters durch den Jupiter verdeckt wurden, mit Berechnungen, die von einer gleichmäßigen Umkreisung des Planeten ausgingen. Er stellte fest, dass die Verfinsterungen der Monde einige Sekunden verspätet eintraten, wenn Abstand vom Jupiter zur Erde besonders groß ist. Daraus schloss Ole Rømer dass sich Licht mit einer endlichen Geschwindigkeit ausbreitet. Aufbauend auf dieser Vorarbeit veröffentlichte  Christiaan Huygens erstmal 1690 einen konkreten Wert der Lichtgeschwindigkeit in der Schrift Abhandlung über das Licht. Er nutzte die von Rømer angegebenen Zeiten als Laufzeitdifferenz und den von Cassini bestimmten Durchmesser der Erdbahn um die Sonne als Bezugsstrecke. Sein Ergebnis kam mit 280 Millionen km in heutigen Einheiten bis auf etwa zehn Prozent an den später mit anderen Methoden genauer bestimmten Wert heran.

### Das 18. Jahrhundert
Die Astronomie des 18. Jahrhunderts ist vor allem von zwei großen Linien geprägt:
- In der Beobachtenden Astronomie u. a. die Verbesserung der Fernrohre (erste Achromate um 1730, große Spiegelteleskope, neue Okulare, Mikrometer usw.) und der Bau leistungsfähiger Sternwarten (Stichwort Astronomischer Turm)
- In der Theorie die Entwicklung der Himmelsmechanik (auf Basis des Newton’schen Gravitationsgesetzes) und erste Modelle der Kosmologie (Entstehung des Sonnensystems, Sternhaufen, Struktur der Milchstraße).

Daraus folgten wichtige Entdeckungen wie
- Planet Uranus, periodische Kometen, differentielle Sonnenrotation
- Eigenbewegung von Sonne und nahen Sternen, Fixstern-Aberration
- die erste Bestimmung der wirklichen Größe des Sonnensystems mittels der Berechnung der Astronomischen Einheit aus einem Venustransit.

#### Die Vorhersage eines Kometen
Newton folgerte in seinen Principia, dass Kometen sich ähnlich den Planeten, aber in langgestreckten Ellipsen um die Sonne bewegen („Diximus Cometas esse genus Planetarum in Orbibus valde excentricis circa Solem revolventium“). Durch Vergleichen der überlieferten Kometensichtungen müssten sich wiederkehrende Objekte zeigen. Edmond Halley übernahm diese Aufgabe und veröffentlichte 1705 seine Berechnungen. Er postulierte, dass der Komet von 1682 mit früheren Erscheinungen in den Jahren 1607 und 1531 identisch sein müsse, und leitete daraus seine Wiederkehr für 1758/59 ab. Das Eintreffen dieser Prognose war ein großer Triumph der newtonschen Theorie, aber auch einzigartig. Viele Kometen wurden in dieser Zeit vorhergesagt, sogar zwei weitere von Halley.
Erst 1822 wurde ein kleiner (nur durch ein Fernrohr sichtbarer) Komet auch als periodisch bestätigt (2P/Encke).
Dass ein Bauer aus Sachsen (Palitzsch) und nicht die Berufsastronomen in Paris oder London den 1P/Halley entdeckte, war ein Ergebnis der Popularisierung der modernen Wissenschaften und sorgte zusätzlich für eine Sensation.

#### Sternhaufen und Nebel
Mit zunehmend leistungsfähigeren Fernrohren wurde die Erforschung der nebeligen Himmelsobjekte ein wichtiges Arbeitsgebiet. Die helleren Sternhaufen wurden bereits als solche erkannt. Bei schwachen Nebel- und Gaswolken wurde die Methode des indirekten Sehens angewandt.
Charles Messier erstellte 1774 das erste systematische Verzeichnis der „Nebelobjekte“, den noch heute verwendeten Messier-Katalog. Hauptzweck war allerdings die Unterscheidung von neu entdeckten Kometen.

#### „Alles ist in Bewegung“ (Panta rhei)
1718 stellte Halley durch Vergleich mit antiken Sternkarten die These der Eigenbewegung der Fixsterne auf.
1728 entdeckte James Bradley bei dem vergeblichen Versuch, eine Parallaxe der „Fixsterne“ zu messen, dass die Position jedes Sterns im Laufe des Jahres schwankt (Aberration). Dies wurde auch von den meisten der damals noch zahlreichen Anhänger des Tychonischen Weltbildes als Beweis für die Bewegung der Erde anerkannt. Außerdem konnte damit die Lichtbewegung bestätigt und die Lichtgeschwindigkeit genauer berechnet werden.
1755 entwarf Immanuel Kant erste Theorien über eine rein aus mechanischen Vorgängen resultierende Entstehung unseres Sonnensystems.
1761 wird von mehreren Beobachtern des Venustransits am 6. Juni die erste außerirdische Atmosphäre erkannt.
1769 beteiligte sich James Cook auf Tahiti als einer von mehreren auf der Erde verteilten Beobachtern des Venustransits am 3. Juni an der für weit über ein Jahrhundert genauesten Entfernungsbestimmung Erde – Sonne.

#### Die Entdeckung des Uranus

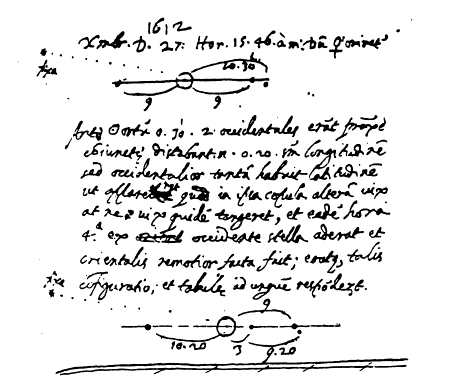
Galilei zeichnete Neptun 1612 auf

Der Planet Uranus war, obwohl er mit freiem Auge unter günstigen Verhältnissen sichtbar ist, von den antiken Astronomen nicht als Planet erkannt worden. Nach Erfindung des Fernrohrs wurde er erstmals von John Flamsteed am 23. Dezember 1690 gesichtet und als Fixstern „34 Tauri“ katalogisiert. Am 13. März 1781 beobachtete ihn Wilhelm Herschel als kleines Scheibchen und hielt ihn zunächst für einen Kometen. Hingegen vermutete Nevil Maskelyne, dass es ein weiterer Planet sein könnte. 1787 entdeckte Herschel die Uranusmonde Titania und Oberon und 1783 auch die Eigenbewegung der Sonne in Richtung auf die Sternbilder Herkules und Leier. Damit wurde unsere Sonne endgültig zu einem der vielen Sterne, die sich im System der Milchstraße bewegen.

## Das 19. Jahrhundert

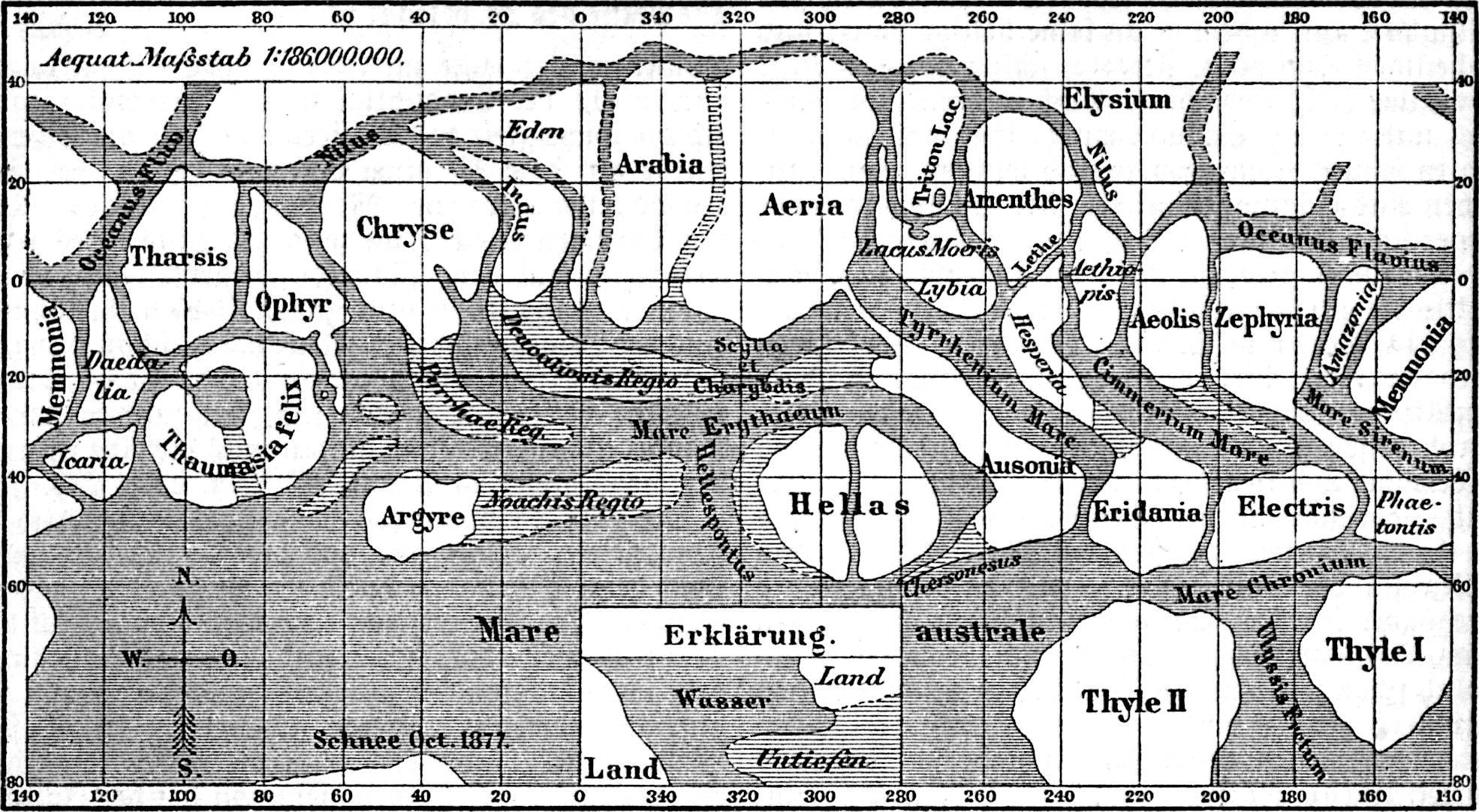
Karte der Marsoberfläche nach Schiaparelli

In dieser Epoche entwickelte sich das Wissen um die physikalischen Grundlagen der astronomischen Beobachtungsmethoden und des Lichts – und in der Folge die Astrophysik. Manche sprechen auch von Jahrhundert des Refraktors, das durch Fraunhofers völlig farbreine Objektive die Entwicklung großer Linsenteleskope ermöglichte. Sie erweiterten die Kenntnis des Planetensystems, der Milchstraße und durch präzise Messung geografischer Längen auch die Erdmessung.
Joseph von Littrows „Wunder des Himmels“ wurde zum Musterbuch populärer Wissenschaft, erlebte zahlreiche Auflagen und machte der Allgemeinheit die Investitionen in neue Sternwarten plausibel.

### Physik des Lichts und Spektralanalyse
1800 entdeckte Wilhelm Herschel die Infrarotstrahlung der Sonne, 1802 William Wollaston die Absorptionslinien im Sonnenspektrum. Unabhängig davon beschrieb Josef Fraunhofer 1813 die nach ihm benannten fraunhoferschen Linien im Sonnenspektrum und erfand ein Jahr später das Spektroskop. Durch die Forschungen von Gustav Robert Kirchhoff und Robert Wilhelm Bunsen wurde es im Jahre 1859 möglich, die Absorptionslinien im Sonnenspektrum durch energetische Vorgänge in Gasatomen und -Molekülen zu erklären. Ab den 1860er-Jahren entwickelte William Huggins spektroskopische Methoden zur astrochemischen Charakterisierung und Differenzierung verschiedenster Himmelskörper, darunter Sterne, planetarische Nebel, Planeten und Kometen. Damit wurde eine der wichtigsten Grundlagen für die moderne Astronomie gelegt, aus der sich die Astrophysik entwickelte.
Die Himmelsobjekte wurden mit Hilfe der Spektroskopie in Klassen eingeteilt, die später auf physikalische Gemeinsamkeiten zurückgeführt werden konnten. 1890 begann eine Gruppe von Astronominnen, unter ihnen Williamina Fleming, Antonia Maury und Annie Jump Cannon, die Klassifikation der Sterne nach deren Spektrum zu erarbeiten. Diese Spektralklassen sind bis heute eine wichtige Forschungsmethode.

### Astrofotografie
Ein weiterer großer Schritt war die Ergänzung des menschlichen Auges als Beobachtungsinstrument durch die Fotografie. Die erste lichtbeständige Fotografie wurde 1826 von Joseph Nicéphore Nièpce angefertigt. 1840 gelang John William Draper die erste Aufnahme des Mondes mittels Daguerreotypie. Durch immer empfindlichere Fotoemulsionen wurden nun einerseits die Beobachtungen objektiver und besser dokumentierbar. Andrerseits eröffneten stundenlange Belichtungen die Möglichkeit, lichtschwächere Objekte wesentlich detailreicher als visuell zu erforschen. Einer der ersten Astronomen, der die Astrofotografie einsetzte, war der Jesuit Angelo Secchi, Direktor des Vatikanischen Observatoriums; er gilt auch als der Wegbereiter der Spektralanalyse. William Huggins und Margaret Lindsay Huggins fertigten als erste Astronomen detaillierte fotografische Spektren von Kometen, Sternen und planetarischen Nebeln an.
Durch mehrstündige Belichtung konnte man ab etwa 1890 visuell kaum sichtbare Nebel wie den Nordamerikanebel oder Barnards Loop fotografieren; Edward Barnard entdeckte dabei zahlreiche Dunkelnebel der Milchstraße. In Heidelberg gelang die fotografische Entdeckung vieler Kleinplaneten anhand ihrer kurzen Bahnspuren. Mit Hilfe fotografischer Himmelsdurchmusterungen entstanden auch die ersten umfassenden Nebelkataloge wie der NGC.

### Erfolge mit den neuen Teleskopen
Friedrich Wilhelm Bessel gelang 1838 mit dem Fraunhofer’schen Heliometer erstmals der Nachweis einer Fixsternparallaxe: 14-monatige Messungen von 61 Cygni zeigten eine periodische Verschiebung von 0,30" ± 0,02", woraus die Entfernung dieses Sterns zu 10 Lichtjahren folgte. Damit hatte sich das Universum gegenüber den Vorstellungen des 18. Jahrhunderts um mehr als das 10fache „vergrößert“. Durch den Vergleich von dokumentierten Beobachtungen aus dem 18. Jahrhundert und aktuellen Beobachtungen konnte Bessel die Präzessionskonstante der Erde berechnen.
Die Riesenteleskope von Herschel und Lord Rosse zeigten die genauen Strukturen von Nebelflecken, Sternhaufen und erstmals die Spiralarme naher Galaxien. Ab 1880 ermöglichte die Lichtstärke neuer Riesenteleskope die spektroskopische Analyse der Gasplaneten und ihrer Atmosphären. Durch die Positionsastronomie weit entfernter Sterne gelang Newcomb die Etablierung eines exakten Inertialsystems der Himmelskoordinaten.
Alvan Graham Clark entdeckte 1862 den von Bessel 1844 vorhergesagten Sirius-Begleiter (Sirius B). Dieser extrem dichte Zwergstern war der erste aufgefundene Weiße Zwerg. 1877 fand Asaph Hall die zwei Monde des Mars und Schiaparelli die sogenannten „Marskanäle“ – in der Folge erhielten Spekulationen über „Marsmenschen“ gewaltigen Auftrieb. 1898 meldete Gustav Witt die Entdeckung des erdnahen Asteroiden Eros, der bald für genaue Distanzmessungen diente.

### Die Entdeckung des Neptun
Angeregt durch Herschels Entdeckung des Uranus fahndeten die Astronomen nach weiteren Planeten und wurden mit den Objekten des Asteroidengürtels fündig. Da Uranus bereits ein Jahrhundert zuvor als Stern katalogisiert worden war, ohne ihn als Planeten zu erkennen, standen bald ausreichend Daten zur Verfügung, um Störungen in der Uranusbahn zu erkennen. Aus ihnen wurde der Ort des später Neptun genannten Planeten mathematisch vorausgesagt, den schließlich Johann Gottfried Galle 1846 fand. Schon Galilei hatte Neptun am 27. Dezember 1612 gesehen, ihn aber nicht als Planeten erkannt.

## Das 20. Jahrhundert

### 1900–1930
1900 veröffentlichte Max Planck das plancksche Strahlungsgesetz; ein Hinweis auf die Entropie des Universums und Wegbereiter der Quantentheorie. 1901 beobachtete Charles Dillon Perrine zusammen mit George Willis Ritchey Gasnebel um den Stern Nova Persei, die sich scheinbar mit Überlichtgeschwindigkeit bewegten, wenige Jahre später entdeckte er zwei Jupitermonde. 1906 entdeckte Max Wolf den ersten Trojaner (Achilles) und etwa im selben Zeitraum Johannes Franz Hartmann erste Hinweise auf die Existenz interstellarer Materie.
1913 entwickelte Henry Norris Russell aufbauend auf den Arbeiten von Ejnar Hertzsprung das sogenannte Hertzsprung-Russell-Diagramm. Dabei handelt es sich um ein auf spektralanalytischer Einteilung basierendes Verfahren, aus dem Hinweise auf den Entwicklungszustand von Sternen abgeleitet werden können.
Am 30. Juni 1908 erfolgte der gigantische Einschlag des Tunguska-Meteoriten (40 km2 verwüstet) und 1920 in Südwestafrika (heute Namibia) die Auffindung des schwersten Eisenmeteoriten aller Zeiten (Meteorit Hoba, ca. 60 Tonnen, 2,7 m × 2,7 m × 0,9 m). 1923 gelang u. a. Edwin Hubble der Nachweis, dass der Andromedanebel (M 31) weit außerhalb der Milchstraße liegt, es also auch andere Galaxien gibt. 1927 fand Georges Lemaître mit Hilfe der von Milton Lasell Humason nachgewiesenen Rotverschiebung die Expansion des Weltalls. 1929 legte Hubble überzeugend einen linearen Zusammenhang zwischen Rotverschiebung und Entfernung von Galaxien dar. Obwohl seine Berechnungen zwischenzeitlich mehrfach verbessert wurden, trägt die so errechnete fundamentale Größe der Kosmologie seinen Namen (Hubble-Konstante). Die sich aus dieser Größe ergebende Hubble-Zeit bezeichnet den Zeitpunkt, zu dem rechnerisch die Expansion des Weltalls begonnen hat (Urknall). Hubble selbst berechnete etwa 2 Milliarden Jahre; heutzutage wird ein Wert von knapp 14 Milliarden Jahren postuliert.
Neptun, der für Bahnabweichungen des Uranus verantwortlich gemacht worden war, war zwar 1846 gefunden worden, doch in den Bahnen der beiden Planeten gab es immer noch unerklärliche Abweichungen. Also suchte man weiter nach einem hypothetischen neunten Planeten, „Transneptun“.
Bei dieser Suche hatte Percival Lowell 1915 Pluto fotografiert, ihn aber zu diesem Zeitpunkt nicht als Planeten erkannt. Erst am 18. Februar 1930 entdeckte ihn Clyde Tombaugh im von Lowell gegründeten Lowell-Observatorium durch Vergleiche einiger Himmelsaufnahmen am Blinkkomparator auf fotografischen Platten. Bis 2006 wurde Pluto als neunter Planet gezählt. Seitdem gehört er zur neugeschaffenen Klasse der Zwergplaneten.

### Mitte des 20. Jahrhunderts

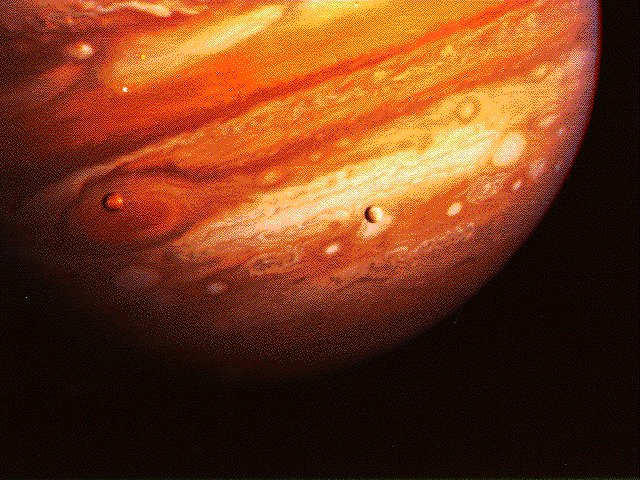
Jupiternahaufnahme von Voyager 1 (1979)

Im Laufe seiner Arbeit am Observatorium auf dem Pic du Midi de Bigorre fand Bernard Lyot, dass die Oberfläche des Mondes Eigenschaften von vulkanischem Staub aufweist und auf dem Mars Sandstürme auftreten.
1931 fand Karl Guthe Jansky die Radioquelle „Sagittarius A“. In den Folgejahren entwickelten dann 1933 auch Walter Baade und Fritz Zwicky ihre Theorien über den Übergang von Supernovae in Neutronensterne: Die Materiedichte dort musste der Dichte der Atomkerne entsprechen. Die Antwort auf die Frage, was in Sternen vorgeht, bevor diese zu solchen Neutronensternen kollabieren, gelang 1938 Hans Bethe und Carl Friedrich von Weizsäcker, die die Wasserstoff-Fusion zu Helium im C-N-Cyclus entdeckten (stellarer Fusionsprozess, Bethe-Weizsäcker-Zyklus; im gleichen Jahr fand Nicholson den 10. und 11. Jupitermond, Lysithea und Carme). Somit konnte man davon ausgehen, dass Sterne durch Wasserstoff-Fusion aufleuchten und brennen, bis ihr Wasserstoffvorrat thermonuklear ausgebrannt ist. Danach kommt es zum „Helium-Flash“, in dessen Folge Helium zu schwereren Elementen fusioniert wird. 1965 fanden Kippenhahn, Thomas, Weigert und andere Astronomen und Kernphysiker heraus, dass die Fusion von Wasserstoff und Helium ab ca. drei Sonnenmassen auch nebeneinander ablaufen kann. Das Endstadium dieser Prozesse ist dann ein Neutronenstern oder ein Schwarzes Loch.
Ein erster Radarkontakt zu einem Himmelskörper gelang schon 1946, am 10. Januar (erstes Radarecho vom Mond, Weglänge 2,4 Sekunden). 1951 folgte die Entdeckung der kosmischen 21-cm-Radiostrahlung (vom interstellaren Wasserstoff), später die Entdeckung der 2,6-mm-Strahlung (vom Kohlenmonoxid). 1956 wurde erstmals Radiostrahlung aus elektrischen Entladungen in der Venusatmosphäre empfangen. 1964 wurde die 3K-Hintergrundstrahlung entdeckt („Echo des Urknalls“). Die Radioastronomie war erfunden.

Die beobachtete Umlaufgeschwindigkeit von Sternen ist in den Außenbereichen von Galaxien höher, als auf Basis der sichtbaren Materie zu erwarten ist. Diese Beobachtung war der erste wichtige Hinweis auf die Existenz der Dunklen Materie

Erste Studien der Umlaufgeschwindigkeiten von Sternen in Spiralgalaxien durch Vera Rubin zeigten seit 1960 eine deutlich über den Erwartungen liegende Umlaufgeschwindigkeit, speziell in den Außenbereichen der Galaxien. Das Konzept der Dunklen Materie löst diesen Widerspruch zwischen allgemeiner Relativitätstheorie und Beobachtung auf. Obwohl viele weitere Beobachtungen die Hypothese der Dunklen Materie stützen, fehlt bis heute (2024) der direkte Nachweis eines Teilchens der Dunklen Materie. Die Dunkle Materie bildet eine wichtige Stütze des aktuellen Standardmodells der Kosmologie.
Am 12. Mai 1971 ging in Effelsberg, Eifel, das erste deutsche Radioteleskop in Betrieb. Doch auch in der optischen Astronomie wurde weitergeforscht: 1973 nahm James Van Allen eine systematische Himmelsdurchmusterung vor, pro Quadratgrad wurden (bis hinab zur Helligkeit von nur 20m) 31.600 Sterne und 500 Galaxien registriert, also 1,3 Milliarden Sterne und 20 Millionen Galaxien (mit je ca. 200 Milliarden Sternen). Derweil entwarf 1974 Stephen Hawking seine Theorie der Emission virtueller Teilchen aus Schwarzen Löchern. Am 29. März 1974 erreichte Mariner 10 als erste Sonde den innersten Planeten Merkur, unterstützt durch die Swing-by-Technik am Planeten Venus am 5. Februar 1974. Weitere Merkurpassagen fanden am 21. September 1974 und am 16. März 1975 statt.
Am 10. März 1977 wurden die Ringe des Uranus erstmals beschrieben.
Viele Aktivitäten in der Astronomie und Raumfahrt galten ab Mitte der 1970er Jahre der Frage, ob es weitere bewohnbare oder gar bewohnte Welten gebe. Ein erster aktiver Versuch zur Kontaktaufnahme mit außerirdischen Zivilisationen wurde am 16. November 1974 unternommen (Aussendung eines 1,679-kB-Radiosignals zum Kugelsternhaufen M13; Signalankunft dort: etwa im Jahre 27.000 n. Chr.). 1976 gelang Joachim Trümper die Entdeckung eines stellaren Supermagnetfeldes über 58-keV-Strahlung der gyrierenden Elektronen bei HZ Herculis: 500 · 106 Tesla (Erdmagnetfeld an der Oberfläche: ca. 50 · 10−6 Tesla). 1977 fand Charles Kowal den ersten Zentauren Chiron (ferner Planetoid, Durchmesser 200 bis 600 km, Bahnradius 8,5 bis 18,9 AE).

### Raumfahrt – Sonden

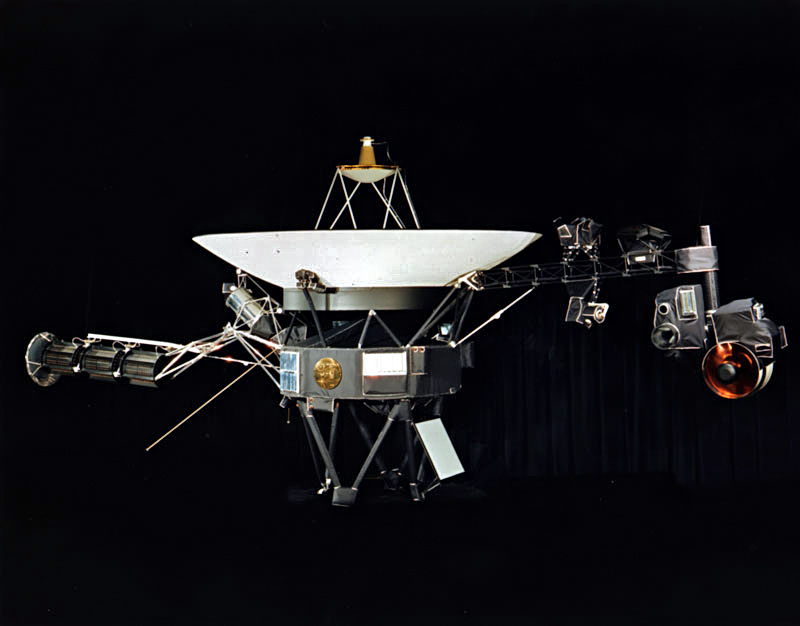
Sondentyp Voyager

Am 3. März 1972 startete die NASA die Sonde Pioneer 10. Sie war zum 3. Dezember 1973 die erste Raumsonde, die am Planeten Jupiter vorbeiflog. Die Schwestersonde Pioneer 11 hob am 6. April 1973 ab, passierte am 3. Dezember 1974 den Jupiter und flog am 1. September 1979 als erste Sonde am Saturn vorbei.
Am 5. September 1977 startete die NASA Voyager 1, der eine Jupiterpassage nach 675 Mio. km Reise am 5. März 1979 gelang, ihre Saturnpassage folgte im November 1980. Am 20. August 1978 startete mit Voyager 2 die erfolgreichste Swing-by-Raumsonde aller Zeiten in das äußere Sonnensystem (Missionsdaten: Jupiterpassage 9. Juli 1979, Saturnpassage, Uranusvorbeiflug Januar 1986, Neptunpassage 1989), und noch als sie auf die Reise ging, meldete James W. Christy die Entdeckung des Plutomondes Charon. 1977/78 entdeckte man in den Fernen des Weltalls auch erstmals organische Moleküle in der interstellaren Materie: z. B. Essigsäure, Methylcyan, Aminomethan, Ethanol usw., ein radioastronomischer Hinweis auf eine mögliche chemische Evolution. Die unbemannte Raumfahrt stieß an die Grenzen unseres Sonnensystems: 1979/1980 Entdeckung zahlreicher Jupiter- und Saturnmonde mit Pioneer 11 und Voyager 2. 1983 passiert Pioneer 10 als erste Raumsonde die Plutobahn – elf Jahre nach ihrem Start. 1984 Erstfotografie und Erstdurchflug des Saturnringes.

### Die 1980er und 1990er Jahre
Die Sonde ISEE-3 flog (1985, 11. September) erstmals durch einen Kometenschweif (mit Gasanalyse: Sonde ISEE-3 bei Giacobini-Zinner). In der Stellar-Astronomie galt die Supernova von 1987 in der Großen Magellanschen Wolke als die Sensation der 1980er Jahre (24. Februar: Erstregistrierung und -fotografie eines Supernova-Ausbruchs, deren Neutrinos die Erde noch vor den ersten optisch wahrnehmbaren Signalen erreichten). Es handelte sich um die erste von der Erde freiäugig sichtbare Supernova seit der Keplerschen Supernova 1604. Die Instrumente, die den Astronomen zur Verfügung standen, wurden immer besser, genauer, auch komplizierter. Im Rahmen des Great Observatory Program der NASA wurden vier überaus erfolgreiche Teleskope gestartet, welche über viele Jahre wichtige astronomische Beobachtungen ermöglichten. Am 24. April 1990 meldete die NASA den Start des Weltraumteleskops Hubble. Das neue Beobachtungsgerät ermöglichte – frei von Störungen durch die Erdatmosphäre – in den Folgejahren Himmelsaufnahmen von neuer, großartiger Auflösung. Am 6. August 1993 kam es so zur Entdeckung von Stickstoffeis auf Pluto (statt des zuvor vermuteten Methaneises). Dieses Teleskop sollte für mehr als 20 Jahre wichtige Erkenntnisse sammeln. Es wurden jedoch auch weitere Teleskope gestartet, deren Aufnahmen Untersuchungen außerhalb der optischen Wellenlängenbereichs erlaubte. Dies waren insbesondere die Weltraumteleskope Chandra (Röntgenastronomie) und Spitzer (Infrarotastronomie). Ebenfalls eine wichtige Mission war der Hipparcos-Satellit. Dessen Ergebnis war der Hipparcos-Katalog, der bis anhin genaueste Sternkatalog mit über 100.000 genau vermessenen Sternen (Helligkeiten, Sternörter, Parallaxen, Eigenbewegungen).
Auch Sonden erforschten das Sonnensystem weiter: Galileo erreichte am 29. Oktober 1991 den Planetoiden Gaspra und war am 28. August 1993 bei Ida, Ulysses flog am 13. September 1994 über den Sonnensüdpol und die Galileo-Eintrittskapsel am 7. Dezember 1995 sogar in die Jupiteratmosphäre: Erstmals konnte die Gashülle eines Gasplaneten spektroskopisch untersucht werden.
Alan Hale und Thomas Bopp veröffentlichten die Entdeckung des Kometen Hale-Bopp am 22. Juli 1995 nahe der Jupiterbahn. Der Komet erreichte im März 1997 eine scheinbare Helligkeit von −1m. Hinweise auf außerirdisches Leben sollen 1996 in dem vom Mars stammenden Antarktis-Meteoriten ALH 84001 (Alter 3,6 Mrd. Jahre) entdeckt worden sein (umstritten).
Ende der 1990er Jahre führten Beobachtungen von Supernovae vom Typ Ia und die Analyse ihrer jeweiligen Rotverschiebung zur Entdeckung der beschleunigten Expansion des Universums. Diese beschleunigte Expansion lässt sich bereits in Albert Einsteins allgemeiner Relativitätstheorie durch hinzufügen der sogenannten kosmologischen Konstante beschreiben. Verantwortlich für diese beschleunigte Expansion ist die Dunkle Energie, über deren Natur sehr wenig bekannt ist und die gemäß aktuellem Forschungsstand die dominierende Energieform des Universums bildet.

#### Planeten außerhalb des Sonnensystems
Mit der Entdeckung eines ersten nichtstellaren Himmelskörpers außerhalb unseres Planetensystems machte die Astronomie eine sprunghafte Entwicklung in Sachen Exoplaneten-Suche durch: Am 12. Dezember 1984 meldeten McCarthy u. a. die Erstentdeckung eines nichtstellaren Himmelskörpers außerhalb des Sonnensystems, IR-astronomisch: Er entpuppte sich als ein „Brauner Zwerg“ bei Stern Van Briesbroeck 8 (Entfernung 21 Lichtjahre, 30 bis 80 Jupitermassen). Mitte der 1990er Jahre wurden erstmals Exoplaneten, d. h. Planeten außerhalb des Sonnensystems, gefunden, zuerst um einen Pulsar, 1995 dann um einen Hauptreihenstern. Seither nahm die Zahl der bekannten Exoplaneten ständig zu.

### Fazit zur Entwicklung im 20. Jahrhundert

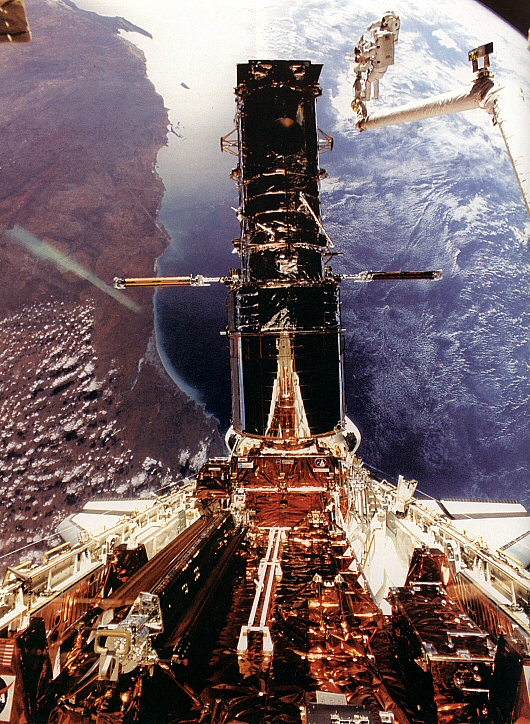
Das Weltraumteleskop Hubble, im Hintergrund die Erde

Dem Verstehen der physikalischen Welt durch die Astronomie gelten der Vorschlag Arthur Eddingtons von 1920, die Kernfusion als Energiequelle der Sterne in Betracht zu ziehen, und das Erkennen der Spiralnebel als extragalaktische Objekte durch Edwin Hubble 1923 sowie dessen Idee eines sich ausdehnenden Universums von 1929, die er nach einem Vergleich zwischen Entfernung und Fluchtgeschwindigkeit der Galaxien entwickelte, als Meilensteine. Das Modell des aus einem Urknall heraus expandierenden Universums ist heute allgemein anerkannt.
Albert Einstein lieferte mit seiner speziellen und allgemeinen Relativitätstheorie die Grundlage für viele Theorien der modernen Astrophysik. So basiert beispielsweise die oben genannte Kernfusion auf der Äquivalenz von Masse und Energie, bestimmte extreme Objekte wie Neutronensterne und Schwarze Löcher bedürfen der allgemeinen Relativitätstheorie zur Beschreibung und auch die Kosmologie basiert in weiten Teilen auf dieser Theorie.
Ebenfalls von entscheidender Bedeutung für ein besseres Verständnis des Universums waren die Erkenntnisse der Quanten- und Teilchenphysik des 20. Jahrhunderts. Viele astronomische Beobachtungen ließen sich ohne Kenntnisse der Teilchen und Strahlungsformen der Quantenphysik nicht erklären. Umgekehrt bildet die astronomische Beobachtung eine wichtige Erkenntnisquelle der Quantenphysiker, da hochenergetische Strahlung aus dem Kosmos die Erde erreicht und einem tieferen Verständnis dient.

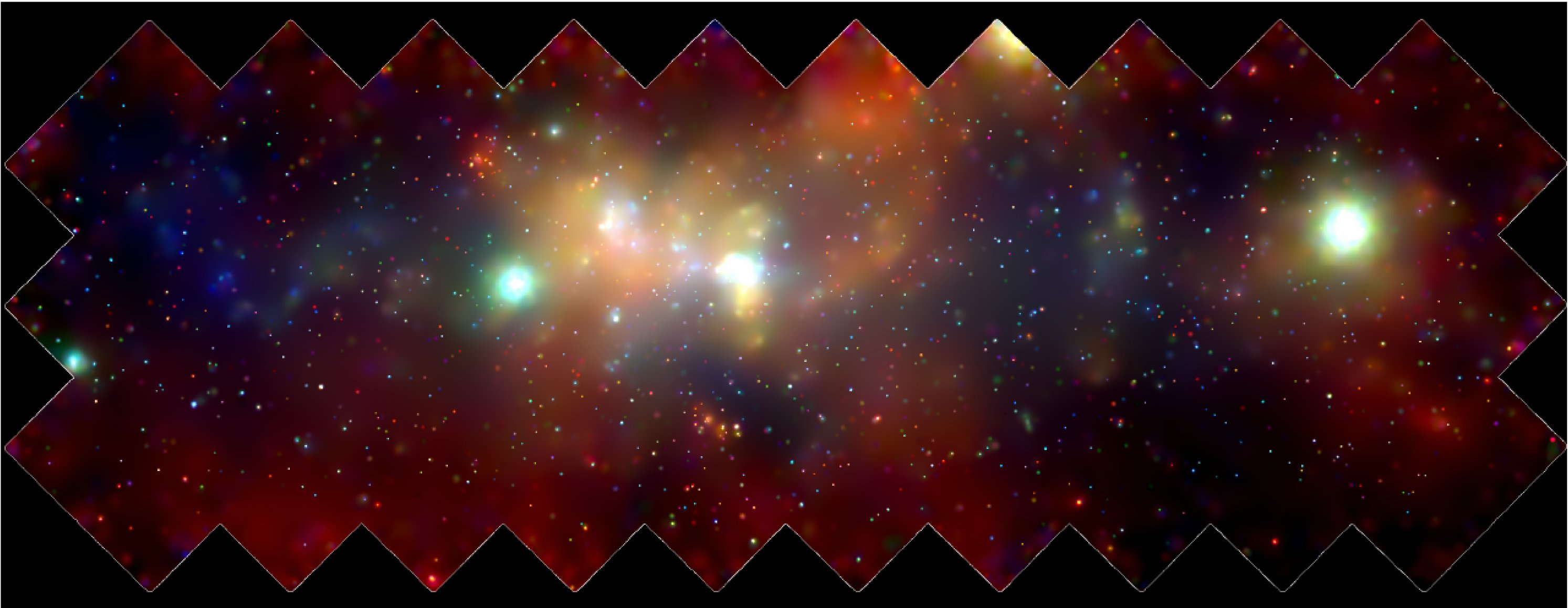
Ein 900 Lichtjahre breiter Ausschnitt der Zentralregion der Milchstraße, aufgenommen im Röntgenbereich

Mit dem Beginn der Raumfahrt in der zweiten Hälfte des 20. Jahrhunderts bekam die Astronomie Gelegenheit, einige ihrer im Sonnensystem gelegenen Forschungsgegenstände direkt aufzusuchen und wissenschaftliche Analysen vor Ort vorzunehmen. Doch mindestens ebenso wichtig war auch der Wegfall der Beschränkungen der Erdatmosphäre, mit dem sich durch satellitengestützten Observatorien der Ultraviolettastronomie, der Röntgenastronomie und der Infrarotastronomie neue Wellenlängenbereiche und damit neue Fenster ins Universum öffneten, von denen jedes zuvor ungeahnte Erkenntnisse erbrachte. Mit der Erforschung von Neutrinos der Sonne und der Supernova 1987A, der Beobachtung von Teilchenschauern der kosmischen Strahlung und dem Bau von Gravitationswellendetektoren begann die moderne Astronomie außerdem erstmals, andere Strahlungsarten als die elektromagnetische Strahlung zu untersuchen. Gleichzeitig boten sich der visuellen Astronomie mit Teleskopen wie dem Hubble-Weltraumteleskop oder dem Very Large Telescope neue Beobachtungsmöglichkeiten.

## Das 21. Jahrhundert

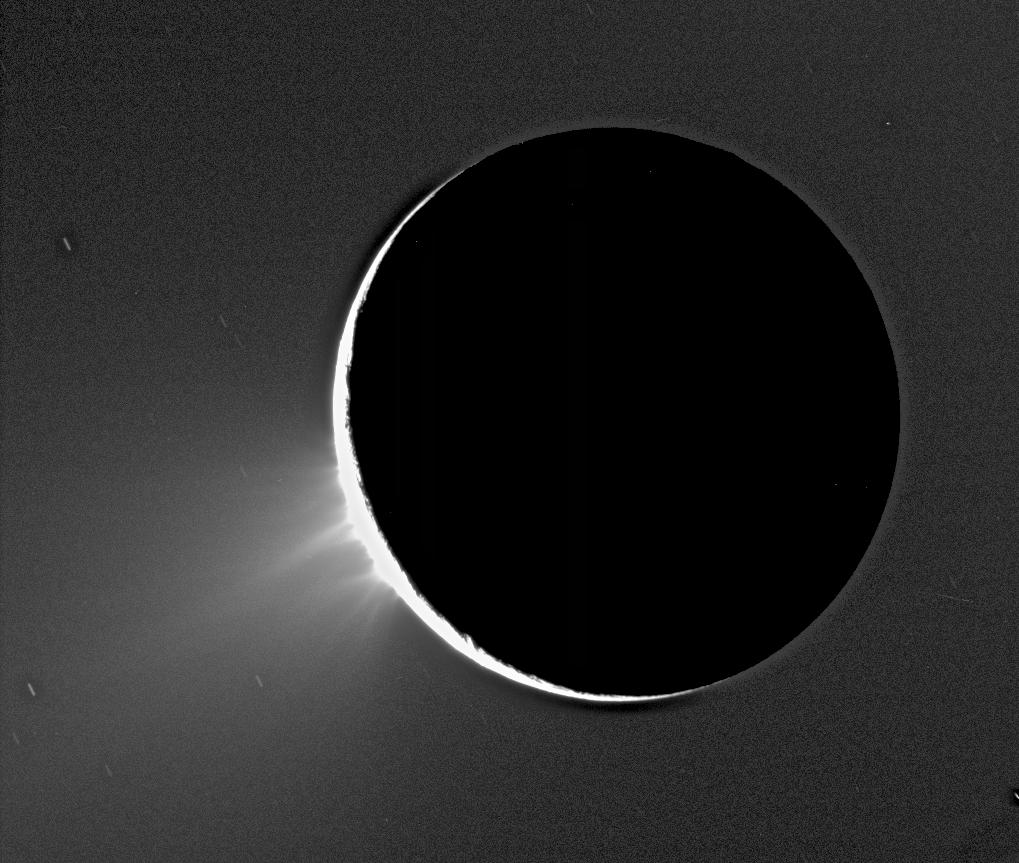
Kryovulkanische Aktivität auf Enceladus

Zu Beginn des 21. Jahrhunderts stand der Planet Mars im Fokus der Untersuchungen im Sonnensystem. Mithilfe verschiedene Mars-Sonden konnte der Mars aus dem Orbit genau kartiert werden. Rover-Missionen der NASA bestätigten das ehemalige Vorkommen von flüssigem Wasser auf der Oberfläche des Mars, unter anderem durch den Nachweis von Sedimentgestein.
Auch im äußeren Sonnensystem konnte die Cassini-Huygens-Mission wichtige Erfolge verbuchen. Neben einem besseren Verständnis der Saturn-Atmosphäre und der Saturn-Ringe konnte bei vertieften Untersuchungen der Eismonde Titan und Enceladus festgestellt werden, dass Enceladus aus einem unterirdischen Ozean Wasser-Fontänen ins All schießt, welche den E-Ring des Saturn bilden. Außerdem konnte durch erdgebundene Beobachtungen der Kuipergürtel genauer erforscht werden. Dies führte zur Entdeckung einer Vielzahl von Transneptunischen Objekten, deren Ähnlichkeit zu Pluto letztlich im Jahre 2006 zu dessen Rückstufung als Zwergplanet durch die IAU führten.
Die Infrarotmissionen 2MASS und WISE konnten viele weitere kleine Asteroiden im Sonnensystem sowie etliche Braune Zwerge in der weiteren Umgebung des Sonnensystems entdecken. So entdeckte man anhand der Daten von WISE im Jahre 2013 das lediglich 6,5 Lichtjahre entfernte System Luhman 16, welches aus zwei Braunen Zwergen besteht.

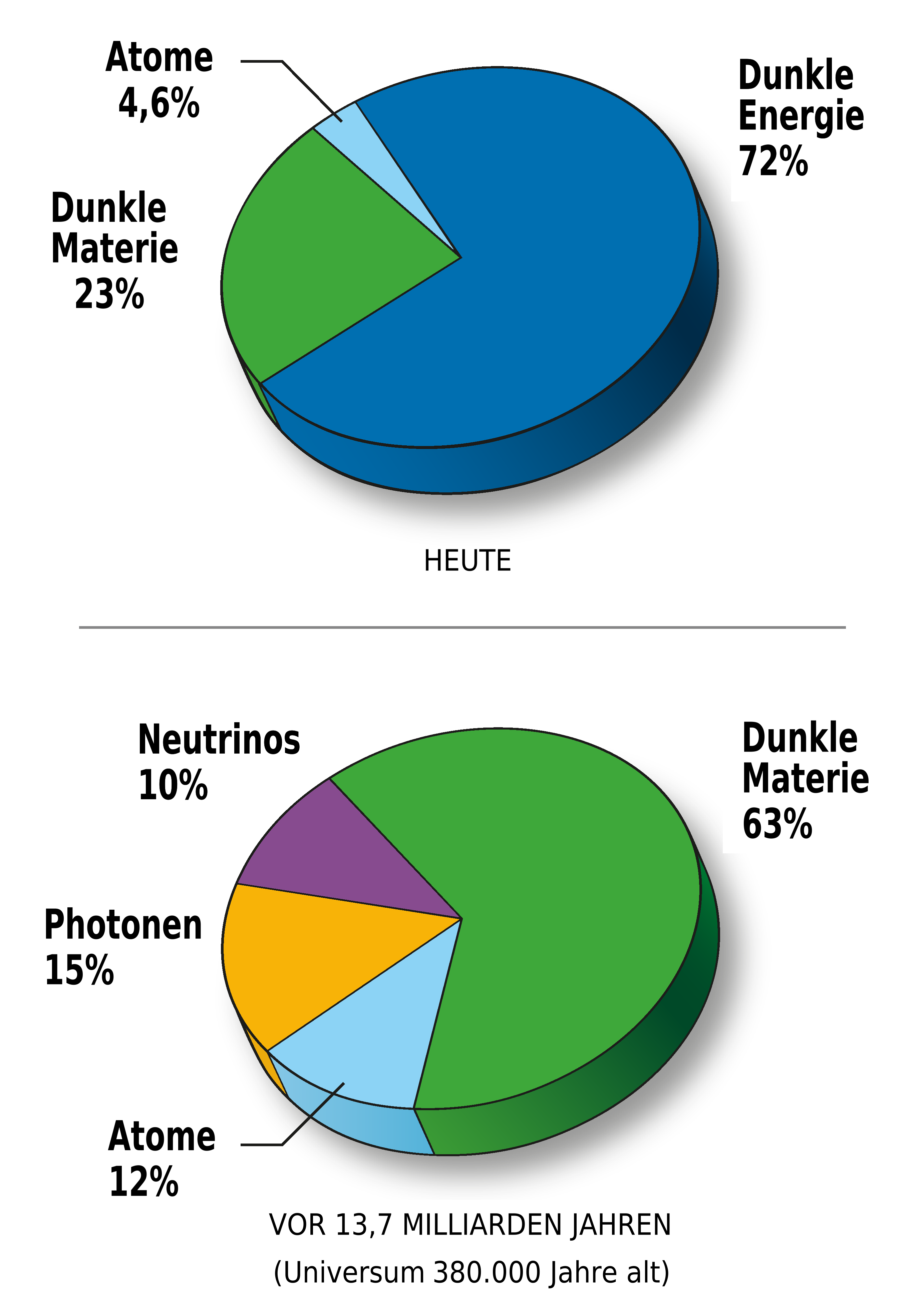
Materie- und Energie-Anteil des Universums zum jetzigen Zeitpunkt (oben) und zur Entkopplungszeit (unten), 380.000 Jahre nach dem Urknall. (Beobachtungen der WMAP-Mission u. a.). Nach den Daten des PLANCK-Weltraumteleskops (ESA, 21. März 2013) ergeben sich im Vergleich zu WMAP leicht korrigierte Werte: Sichtbare Materie: 4,9 %, Dunkle Materie: 26,8 %, Dunkle Energie: 68,3 %, Alter des Weltalls: 13,82 Milliarden Jahre. Die Bezeichnung „Atome“ steht für „normale Materie“.

Die beiden Missionen WMAP und Planck brachten weitere Erkenntnisse bei der Untersuchung der Materieverteilung im jungen Kosmos durch Untersuchung der Hintergrundstrahlung.
Bei der Erforschung der Exoplaneten gelangen die ersten Nachweise von Atmosphären fernab der Erde. Mithilfe des Weltraumteleskops Kepler (2009–2018) gelang dann die Entdeckung tausender dieser fernen Welten. Im Jahre 2016 wurde die Entdeckung von Proxima Centauri b, eines Exoplaneten um unseren nächsten Nachbarstern Proxima Centauri verkündet.
Einen weiteren wichtigen Meilenstein bei der Erforschung des Universums stellt der erste erfolgreiche Nachweis von Gravitationswellen mithilfe des LIGO-Detektors im Jahre 2015 dar, wobei eine Kollision von 2 Schwarzen Löchern nachgewiesen werden konnte. Im Jahre 2017 gelang mit GW170817 aus der Galaxie NGC 4993 der erste Nachweis eines Gravitationswellensignals und eines Gammablitzes. Die Ursache war wohl die Kollision zweier Neutronensterne. Im selben Jahr wurde mit 1I/ʻOumuamua erstmals ein Objekt gesichtet, das nachweislich von außerhalb des Sonnensystems kam. Verschiedene Durchmusterungsprojekte kartieren den Himmel, unter anderem SDSS und die Gaia-Sonde. Mittlerweile können so Milliarden verschiedener Objekte katalogisiert und untersucht werden. Im Jahre 2019 gelang das erste Foto eines Schwarzen Lochs mithilfe des Event Horizon Telescope, einem Verbund zusammengeschalteter Radioteleskope.